# Crisis de la Restauración

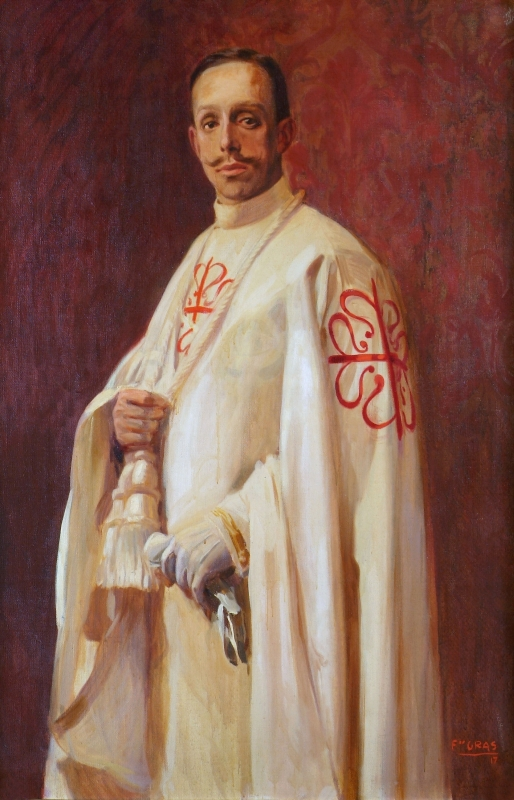
Retrato de Alfonso XIII vestido con el hábito de la Orden de Calatrava (1917).

La crisis de la Restauración constituyó la etapa final del periodo constitucional del reinado de Alfonso XIII en España. No existe un consenso en cuanto al año exacto del inicio de la crisis del régimen político de la Restauración, aunque se suele situar un poco antes o un poco después de 1914, según se conceda mayor o menor relevancia al impacto de la Primera Guerra Mundial en España, a pesar de que se mantuvo neutral durante todo el conflicto. Sí que existe acuerdo en considerar que un momento clave de la misma fue la crisis española de 1917 y que su final se produjo en septiembre de 1923 con el triunfo del golpe de Estado que dio paso a la dictadura de Primo de Rivera.

## El inicio de la crisis y el impacto en España de laGran Guerra
Según el historiador Manuel Suárez Cortina, «los efectos sociales y políticos de la guerra representaron un factor decisivo en la crisis definitiva del sistema parlamentario tal como venía funcionando desde 1875. La escasez de alimentos, el dislocamiento económico, la miseria social, la precariedad y la inflación estimularon el despertar político y la militancia ideológica de las masas. Bajo estas condiciones, la modalidad clientelar y caciquil de la política española se descompuso. Tras la guerra ya no fue posible restaurar el viejo orden». La historiadora Ángeles Barrio, por su parte, afirma que la guerra «no fue sin embargo la causa inmediata del hundimiento del bipartidismo. El sistema de partidos estaba ya en descomposición cuando estalló la contienda, y la coyuntura especial de la neutralidad sólo aceleró su declive en medio de un ambiente progresivamente crítico contra el régimen. Era la sociedad la que, en pleno proceso de cambio, comenzaba a reclamar el derecho efectivo a la representación, el final definitivo de la vieja política, con lo que ello suponía de amenaza de impugnación para el sistema».

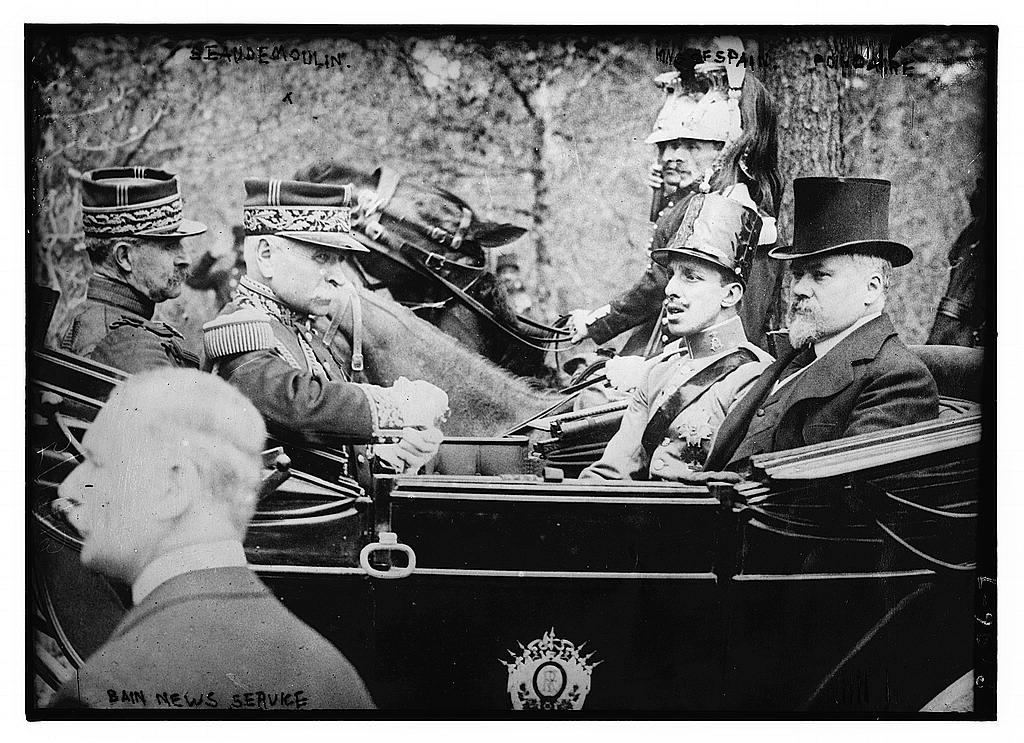
Alfonso XIII de visita en París en 1913, un año antes del inicio de la Primera Guerra Mundial. Sentado a su lado el presidente de la Tercera República Francesa Raymond Poincaré.

Cuando se inició la Primera Guerra Mundial en agosto de 1914 el gobierno conservador de Eduardo Dato decidió mantener a España neutral, porque en su opinión, compartida por la mayoría de la clase dirigente, carecía de motivos y de recursos para entrar en el conflicto. El rey Alfonso XIII también estuvo de acuerdo y muy pocos se opusieron a la neutralidad. España era un Estado de segundo rango, que carecía de la potencia económica y militar suficiente como para presentarse como un aliado deseable a cualquiera de las grandes potencias europeas en conflicto —Alemania y Austria-Hungría, por un lado; Gran Bretaña, Francia y Rusia, por otro—. Así lo reconoció el primer ministro Dato en una nota dirigida al rey:

Con sólo intentarla [una actitud belicosa] arruinaríamos a la nación, encenderíamos la guerra civil y pondríamos en evidencia nuestra falta de recursos y de fuerzas para toda la campaña. Si la de Marruecos está representando un gran esfuerzo y no logra llegar al alma del pueblo, ¿cómo íbamos a emprender otra de mayores riesgos y de gastos iniciales para nosotros fabulosos?

La neutralidad tuvo importantes consecuencias económicas y sociales ya que impulsó enormemente el proceso de «modernización» que se había iniciado tímidamente en 1900, debido al aumento considerable de la producción industrial española a la que de repente se le abrían nuevos mercados —los de los países beligerantes, y los de los países que éstos ya no podían abastecer—. Sin embargo la inflación se disparó mientras que los salarios crecían a un ritmo menor y se produjeron carestías de los productos de primera necesidad, como el pan, lo que provocó motines de subsistencias en las ciudades y el aumento de los conflictos laborales protagonizados por los dos grandes sindicatos, CNT y UGT, que reclamaban aumentos salariales que frenaran la disminución de los salarios reales. Según los datos del Instituto de Reformas Sociales en 1916 los precios de los productos básicos se habían incrementado entre un 13,8% la leche hasta un 57,8% el bacalao, pasando por un 24,3% el pan, un 30,9% los huevos o un 33,5% la carne de vacuno.

### La vuelta de los liberales al poder y el aumento de la conflictividad social (1915-1917)

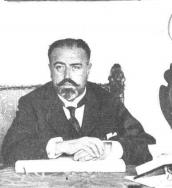
Santiago Alba, ministro de Hacienda del gobierno del conde de Romanones que fracasó en su intento de establecer un impuesto extraordinario sobre los beneficios de la guerra.

Siguiendo los usos del turno, en diciembre de 1915 el liberal conde de Romanones sustituyó al conservador Eduardo Dato al frente del gobierno. En seguida se procuró una mayoría amplia en las Cortes en las elecciones del año siguiente gracias al acuerdo que alcanzó con el líder conservador en el reparto de escaños del encasillado. «Con proverbial habilidad, Romanones pudo preparar unas elecciones que dieron satisfacción a todas las facciones, cada vez más numerosas, de los partidos dinásticos» y también «al creciente número de diputados con distrito propio, los que disponían de suficiente arraigo en su distrito como para no entrar en las negociaciones para el encasillado», afirma Santos Juliá. Romanones incluyó en su gobierno al liberal regeneracionista Santiago Alba como ministro de Hacienda, quien propuso en junio de 1916 la creación de un impuesto extraordinario sobre los beneficios de la guerra, con el que financiar un amplio programa de obras públicas, pero se encontró con la radical oposición de la patronal, especialmente la vasca y la catalana, y la del líder de la Liga Regionalista Francisco Cambó. Finalmente Romanones no apoyó a su ministro y la reforma fiscal se frustró.
El gobierno de Romanones tuvo que hacer frente también a la creciente conflictividad social protagonizada por la CNT y la UGT, las dos grandes organizaciones obreras que habían nacido o se habían consolidado en esa segunda década del siglo, cuando «sus afiliados comenzaron a contarse por decenas de miles», como ha destacado Santos Juliá. Los motivos fundamentales eran el deterioro de los salarios reales, como consecuencia de la inflación —los precios entre 1913 y 1918 crecieron un 118% mientras que los salarios solo aumentaron un 25%— y los desabastecimientos con los consiguientes motines de subsistencias.
En mayo de 1916 la UGT acordó en su XII Congreso llegar a un pacto con CNT para desarrollar acciones conjuntas. Una resolución similar acordó la CNT en su congreso celebrado en Valencia en mayo. El resultado fue la firma en julio de 1916 del llamado Pacto de Zaragoza entre las direcciones de las dos organizaciones obreras. La respuesta del gobierno de Romanones fue ordenar detener a los firmantes del pacto. Eso no impidió que CNT y UGT pactaran el 26 de noviembre convocar una huelga general en toda España para el 18 de diciembre en protesta por el aumento de los precios y los desabastecimientos.
La huelga fue un éxito por lo que las dos organizaciones decidieron en marzo del año siguiente preparar otra, esta vez «indefinida» y, por tanto, «revolucionaria», cuyo fin sería «una transformación completa de la estructura económica del país y de la estructura política también».
En abril de 1917, un mes después de la caída del zarismo, el gobierno del liberal Romanones, reconocido aliadófilo, cayó debido a su postura beligerante respecto del hundimiento de barcos mercantes españoles por submarinos alemanes —lo que suponía el acercamiento a los aliados— que no fue apoyada por una parte de su partido y tampoco por el rey, quien durante la guerra había girado hacia posiciones cercanas a los germanófilos, los más firmes defensores de la estricta neutralidad, aunque había montado en palacio una Oficina Pro Cautivos que se ocupó de los prisioneros de ambos bandos. En un largo memorándum entregado al rey tras su cese al frente del gobierno, Romanones le explicaba que él habría sido partidario de un acercamiento a los aliados pero que había mantenido una política de neutralidad a la que Alemania había respondido de forma hostil con el hundimiento de barcos mercantes españoles y la agitación en Marruecos.
A Romanones le sustituyó el también liberal Manuel García Prieto, considerado más próximo a los Imperios Centrales que su antecesor. Pero su gobierno solo duró tres meses a causa de la grave crisis a la que tuvo que hacer frente provocada por el órdago que lanzaron las recién creadas Juntas de Defensa.

## La crisis de 1917

### Las Juntas de Defensa
El desencadenante inicial de la crisis de 1917, «la peor crisis que había experimentado desde sus orígenes el régimen constitucional de la Restauración» según Moreno Luzón, fue el problema planteado por el movimiento de las "Juntas de Defensa", nacidas en 1916. Eran éstas unas organizaciones corporativas de los militares con destino en la península que reclamaban el aumento de sus salarios —la inflación también estaba afectando a la oficialidad— y que también protestaban por los rápidos ascensos por méritos de guerra que obtenían sus compañeros destinados en Marruecos, y que gracias a ellos podían aumentar sus ingresos.

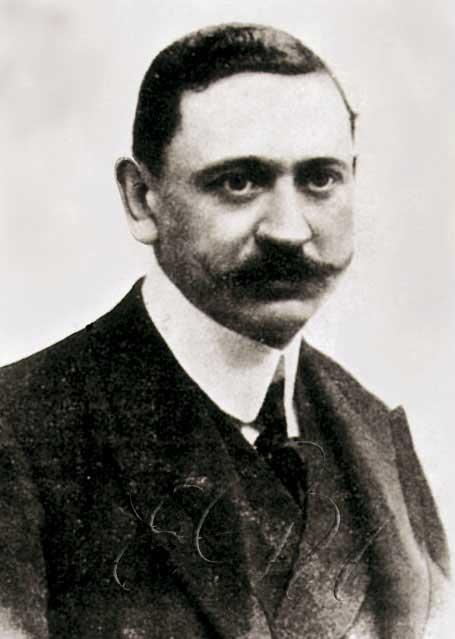
Manuel García Prieto, presidente del gobierno que se opuso a la legalización de las Juntas de Defensa pero que se vio obligado a dimitir por la falta de apoyo del rey Alfonso XIII.

Las juntas exigían su reconocimiento legal a lo que se oponía el gobierno. En abril de 1917 cayó Romanones siendo sustituido por un gobierno presidido por el también liberal Manuel García Prieto, cuyo ministro de la guerra, el general Francisco Aguilera y Egea ordenó la disolución de las juntas. La tensión entre el gobierno y las juntas llegó a su clímax en la última semana de mayo.  El 1 de junio la Junta de Defensa de Barcelona presentó un escrito al capitán general de Cataluña en el que exigía la puesta en libertad de los oficiales detenidos por pertenecer a las juntas y el reconocimiento de las mismas y amenazaba con romper la disciplina si no se aceptaban sus demandas.
El rey se puso del lado de las juntas «aunque para ello tuviera que desautorizar a su ministro de Defensa y cambiar el gobierno liberal por uno conservador, en un último intento de normalizar la situación». Según Moreno Luzón, «el rey, que al comienzo había respaldado a sus ministros,... puesto en la tesitura de elegir entre la afirmación del poder civil y la simpatía de los estratos intermedios del ejército, inclinó la balanza en pro de estos últimos, a los que cubrió de elogios por su encomiable patriotismo». Cayó el gobierno de García Prieto y «se formó uno conservador, bajo la presidencia de Dato, que se apresuró a claudicar mediante la aprobación del reglamento juntero». Así pues, lo ocurrido en 1905-1906 con los hechos del ¡Cu-Cut! y la posterior aprobación de la Ley de Jurisdicciones volvió a repetirse en 1917: los militares apelaron al rey y éste se puso de nuevo de su parte; obligó al gobierno a dimitir, sustituyéndolo por otro presidido por el conservador Eduardo Dato, el cual suspendió las garantías constitucionales, censuró la prensa y aceptó el reglamento de las "Juntas de Defensa". Además cerró las Cortes a los pocos días.
Con la caída del gobierno liberal de García Prieto y su sustitución por Dato, como resultado de la presión conjunta de los militares y de la Corona, se demostraba que ahora no eran los partidos los que determinaban el turno sino que los centros de decisión política se estaban desplazando hacia los cuarteles y el Palacio Real. «Junio de 1917 significó una especie de punto de no retorno en ese deslizamiento, pues desde ese momento hasta septiembre de 1923, cuando el golpe de Estado de Primo de Rivera puso fin a la monarquía constitucional, se produjeron en España 14 crisis totales de gobierno, se convocaron cuatro elecciones generales y hasta tres presidentes del Consejo de Ministros cayeron por directa presión militar. […] A la vez que los gobiernos caían por una combinación de falta de apoyo entre todas las facciones del mismo signo con presencia en el Congreso y por presiones desde fuera, se produjeron los dos fenómenos que acabarán empujando al sistema liberal en la dirección contraria a los reiterados propósitos de regeneración. Ante todo, el Rey incrementó las posibilidades y las ocasiones de intervenir en el juego político con el encargo de formar gobierno a uno u otro jefe de facción, reservándose la capacidad de decidir sobre la oportunidad de la convocatoria de elecciones. [...] El segundo fue la cesión de la iniciativa política a los militares y, ante el crecimiento de la protesta social, la militarización del orden público. Era, renacido, el problema militar, la política pretoriana, evidente en esa voluntad de los militares de actuar como un grupo de presión corporativo y de presentarse como una alternativa política: no son ya los espadones, como en el siglo XIX, sino el Ejército como corporación".

### La Asamblea de Parlamentarios
A finales de mayo de 1917, los republicanos con Alejandro Lerroux al frente organizaron un gran mitin aliadófilo en la plaza de toros de Madrid al que se sumó el Partido Reformista de Melquíades Álvarez y al que asistió a título personal el dirigente socialista Andrés Ovejero. Los intervinientes pidieron la reforma de la Constitución de 1876 en un sentido plenamente democrático, recuperando con ello el programa clásico del republicanismo. Poco después se incorporó el PSOE, con lo que se renovó la conjunción republicano-socialista nacida tras la crisis de la Semana Trágica de 1909, acordándose el 14 de junio que se formaría un Gobierno provisional que convocara elecciones a Cortes Constituyentes.

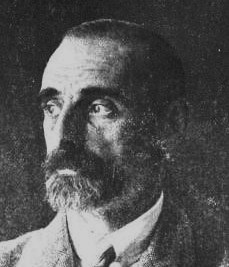
Francisco Cambó, líder de la Liga Regionalista.

En este contexto de crisis política, la iniciativa la tomó el líder catalanista Francisco Cambó. El 5 de julio reunió en el Ayuntamiento de Barcelona a todos los diputados y senadores catalanes —aunque los 13 diputados monárquicos abandonaron enseguida la reunión— que reafirmaron la voluntad de Cataluña de constituirse en una región autónoma, derecho que podría extenderse a otras regiones, y exigieron la reapertura de las Cortes que tendrían función de constituyentes. Si el gobierno Dato no aceptaba ninguna de las peticiones harían un llamamiento a todos los diputados y senadores a que acudieran a una Asamblea de Parlamentarios a celebrar el 19 de julio en Barcelona.
El gobierno de Dato intentó desprestigiar la convocatoria presentando la reunión como un movimiento «separatista»" y «revolucionario», campaña que fue apoyada por la prensa conservadora. Finalmente a Barcelona no acudió Maura, como esperaba Cambó, y solo asistieron los diputados de la Liga, los republicanos, los reformistas de Melquíades Álvarez y el socialista Pablo Iglesias, que aprobaron la formación de un gobierno «que encarne y represente la voluntad soberana del país» y que presidiría las elecciones a Cortes Constituyentes, que estudiarían no solo la reforma de la Constitución, sino también la autonomía municipal, la defensa nacional, la organización de la enseñanza, la administración de justicia, y los problemas económicos y sociales. La Asamblea fue disuelta por orden del gobernador civil de Barcelona y todos los participantes fueron detenidos por la policía, aunque en cuanto salieron del Palacio del Parque de la Ciudadela donde se habían reunido fueron puestos en libertad. Quedaron de acuerdo en convocar una nueva reunión en Oviedo para el 16 de agosto pero esta nunca se celebró a causa de la huelga general que convocaron los socialistas.

### La huelga general revolucionaria
Mientras tanto las organizaciones obreras seguían con los preparativos de la huelga general que habían anunciado en marzo. Pero los socialistas decidieron convocarla por su cuenta, en apoyo de los ferroviarios de Valencia en huelga, con el objetivo de derrocar a la Monarquía, formar un gobierno provisional y convocar de Cortes Constituyentes. Por este motivo la CNT, fiel a su "apoliticismo", se mantuvo al margen. Según Manuel Suárez Cortina, el desencadenante de la huelga fue una provocación del gobierno Dato que perseguía que fuera «una huelga intempestiva que asustara a las clases de orden» y «así el Gobierno podía proclamarse salvador de España».  Por su parte Ángeles de Barrio, después de advertir que «sobre la supuesta actitud provocadora del gobierno… ha habido interpretaciones diversas», afirma que «resulta la hipótesis más verosímil dadas las circunstancias».
La oportunidad la encontró el gobierno en una huelga de ferroviarios que se inició en Valencia el 19 de julio, el mismo día que se reunía la Asamblea de Parlamentarios en Barcelona. El 21 de julio el capitán general de Valencia declaraba el estado de excepción y la Compañía de los Caminos de Hierro del Norte de España se negó a readmitir a los 36 trabajadores despedidos. La Federación Nacional de Ferroviarios anunció que si la empresa no cedía convocaría una huelga en toda España para el 10 de agosto, amenaza que tuvo que cumplir porque la empresa se negó a dar marcha atrás. En ese momento la UGT y el PSOE decidieron apoyar a los ferroviarios y vincular su huelga con la general revolucionaria que habían planeado en marzo.  Así pues, cuando los socialistas convocaron la huelga "revolucionaria" lo hicieron obligados, a la defensiva, en apoyo de los ferroviarios en huelga en Valencia.

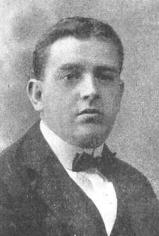
Andrés Saborit Colomer, miembro del Comité de Huelga. Fue detenido y condenado a cadena perpetua. Fue indultado tras elegido diputado por el PSOE en las elecciones generales del año siguiente.

La huelga resultó un rotundo fracaso. Solo tuvo cierto seguimiento en Madrid, Barcelona, Valencia y los centros industriales del norte (Vizcaya, Guipúzcoa, Santander, Asturias), y no tuvo ningún impacto en el campo, lo que según Suárez Cortina, «habría de ser decisivo para que las autoridades pudieran sofocar de un modo eficaz la revuelta». Además los sindicatos católicos condenaron el movimiento y jóvenes monárquicos se ofrecieron como voluntarios para que los servicios públicos siguieran funcionando.  Para Santos Julia, la clave del fracaso estuvo en que las "Juntas de Defensa", de las que los socialistas pensaban que mantenían con ellas «esenciales coincidencias», se pusieron de parte del orden establecido, y no solo no encabezaron ninguna revolución sino que se emplearon a fondo en la represión –«tampoco los soldados formaron sóviets con los obreros, al modo ruso, sino que en general obedecieron a sus jefes», señala Moreno Luzón—. Como comentó un oficial de guarnición en Barcelona, las tropas «tuvieron que castigar de duro desde un principio y gracias a esto se terminó pronto pues los revolucionarios se creían que el ejército estaba con ellos». Otra de las claves fue que la clase obrera se quedó sola con su huelga general. La "Asamblea de Parlamentarios" fue disuelta por el gobierno y los diputados republicanos, catalanistas y reformistas se dispersaron.
El balance final de la represión de la huelga fueron 71 muertos, 200 heridos y más de 2.000 detenidos, entre ellos los miembros de comité de huelga (Julián Besteiro y Andrés Saborit, por el PSOE; y Francisco Largo Caballero y Daniel Anguiano por la UGT).  En los dos meses siguientes los detenidos fueron sometidos a múltiples consejos de guerra. El del comité de huelga se celebró el 28 de septiembre y los cuatro socialistas, a pesar del esfuerzo de los dos capitanes que los defendieron –el capitán Julio Mangada sufrió un arresto de quince días por «exceso de celo»—, fueron condenados a cadena perpetua. Al año siguiente los cuatro miembros del comité de huelga saldrían elegidos diputados por el PSOE en las elecciones generales de España de 1918.
Como ha destacado Javier Moreno Luzón, «la crisis de 1917 desinfló cualquier aventura ulterior. Los catalanistas, los reformistas y hasta los radicales dieron marcha atrás y, en diferentes grados, ofrecieron sus servicios a la corona. La conjunción republicano-socialista se volatilizó, igual que el acuerdo obrero. El socialismo entró en una etapa de disensiones internas y el anarconsindicalismo agudizó su odio por la política. Así pues, el régimen constitucional de la Restauración, dado por muerto en tantas ocasiones, hizo gala de una sorprendente solidez, que le proporcionó oxígeno para seis años más».

## La «salida» de la crisis de 1917

### Los «gobiernos de concentración» y la vuelta al turno (1917-1918)

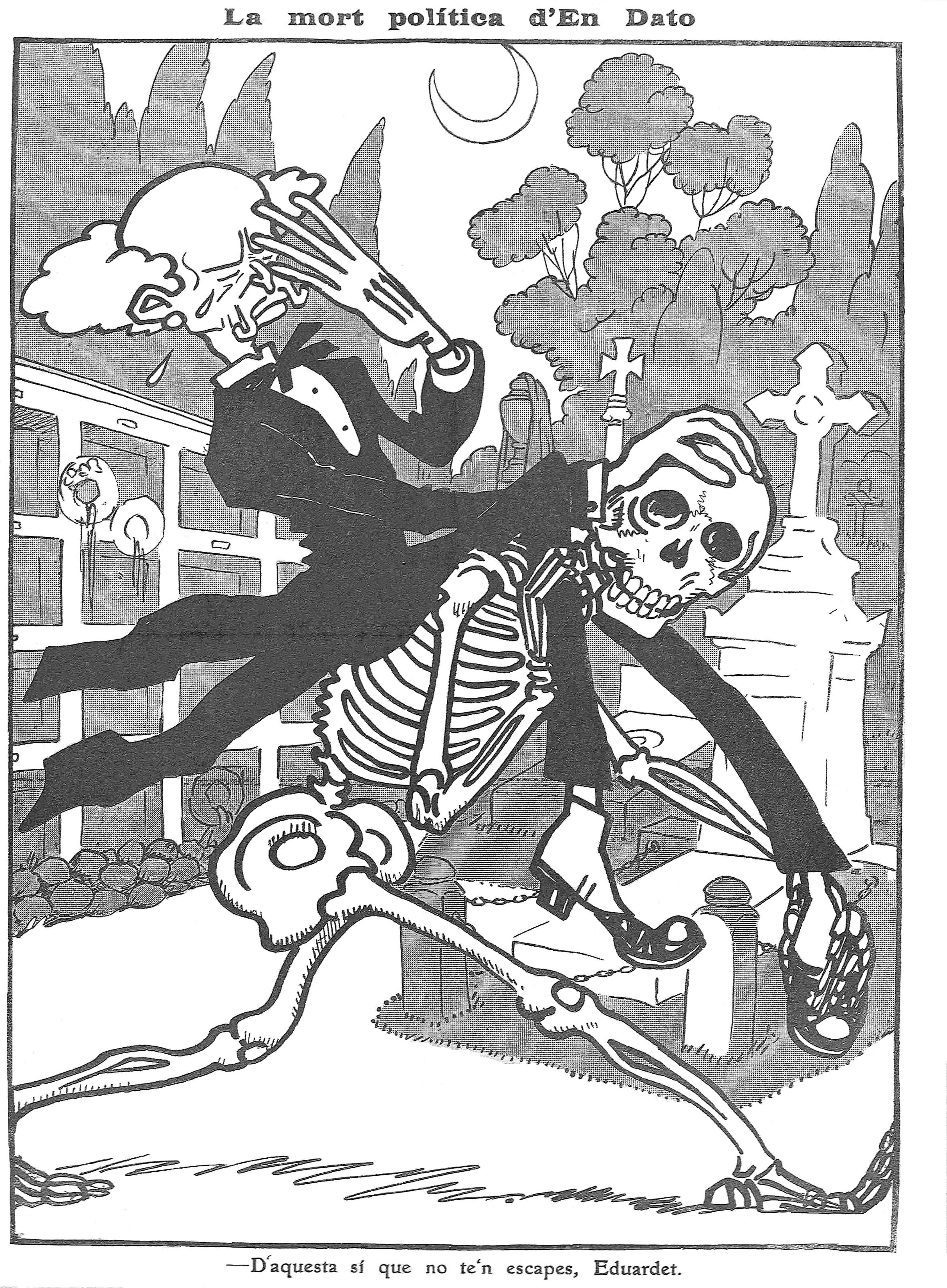
Caricatura de Eduardo Dato publicada en La Campana de Gracia de Barcelona tras la crisis del verano de 1917, titulada "La muerte política del Sr. Dato". El pie dice: "De esta sí que no te escapas, Eduardito".

Tras la huelga de agosto, las "Juntas de Defensa" presionaron al gobierno consiguiendo que dimitiera en octubre, lo que, según Ángeles Barrio, «confirmaba, en todo caso, la dependencia política con respecto al ejército para formar o mantener al gobierno, ya fuera liberal o conservador«. El 30 de octubre se reunió la Asamblea de Parlamentarios en el Ateneo de Madrid presidida por Cambó que presionó para que se pusiera fin al turno. Ese mismo día Cambó fue llamado a Palacio para entrevistarse con el rey.  Durante el encuentro el político catalanista le explicó a Alfonso XIII lo acordado por la Asamblea de Parlamentarios y le propuso la formación de un gobierno de amplia representación que garantizara la celebración de elecciones limpias. Tras la entrevista Cambó volvió al Ateneo de Madrid y les comunicó a los parlamentarios el acuerdo de Alfonso XIII con las propuestas de la Asamblea y que además estaba dispuesto a nombrar ministros a las dos personas que designaran. Inmediatamente los reunidos eligieron a Juan Ventosa, de la Liga, y al también catalán Felipe Rodés, entonces afiliado al partido reformista.
El 1 de noviembre de 1917, por primera vez en la historia de la Restauración, se formó un «gobierno de concentración» de conservadores, de liberales y de la Liga presidido por el liberal Manuel García Prieto, aunque quedaron fuera la facción conservadora de Dato, porque siguió defendiendo la validez del turno, y la facción liberal de Santiago Alba, a causa de la presencia en gobierno del ala derecha del conservadurismo encabezada por Cierva. Se trataba de una fórmula novedosa que certificaba la agonía del turno. El gobierno convocó las elecciones de febrero de 1918 que se pretendieron «limpias» pero las redes caciquiles siguieron funcionando dando como resultado la confirmación de la división de los partidos dinásticos. Cambó un mes antes de las elecciones escribía en una carta: «Es evidente que [García] Prieto se ha puesto de acuerdo con Dato y Romanones entrando Cierva en la combinación en algunas provincias», y como también había participado algún maurista, se había llegado a «un encasillado completo».
El Congreso de los Diputados quedó formado por 95 diputados conservadores, 70 liberales "garcíaprietistas" y 54 del resto de facciones liberales, 20 de la Liga, 7 del PNV —que conseguían por primera vez representación— y 6 socialistas —que en las Cortes anteriores solo tenía 1 diputado—. Ni el reformista Melquiades Álvarez, ni el republicano Alejandro Lerroux consiguieron salir elegidos. Dada su fragmentación estas Cortes resultaron ingobernables porque en ellas ningún grupo disponía de una mayoría clara. Al valorar el resultado de las elecciones Cambó comentó que era «un desastre», «nuestra deshonra» y la demostración de que con los partidos del turno era imposible «crear un poder parlamentario fuerte y prestigioso que fuera base y fundamento de todos los restantes poderes constitucionales».
El «gobierno de concentración» duró muy pocos meses. Cierva llevó una política propia en apoyo de las reivindicaciones de las Juntas de Defensa, lo que provocó que García Prieto perdiera el apoyo del resto de las facciones liberales, pero cuando presentó la dimisión las Juntas de Defensa le obligaron a continuar. Finalmente fue la huelga de funcionarios, que estimulados por el ejemplo de los militares formaron sus propias juntas, la que acabó con el gobierno. García Prieto decretó la disolución del cuerpo de Correos y Telégrafos, que era el que había iniciado la huelga, mientras los militares amenazaban con la formación de un gobierno presidido por Cierva. Entonces el rey encargó al conde de Romanones que reuniera a todos los jefes de facción liberales y conservadores para que buscaran una salida.
En la noche del 20 de marzo de 1918 se reunieron con el rey en el Palacio de Oriente todos los líderes liberales y conservadores junto con Cambó de la Liga Regionalista. Alfonso XIII les amenazó con abdicar si no aceptaban la formación de un «gobierno de concentración» donde estuvieran todos ellos presidido por Antonio Maura. El rey les dijo: «Antes que Rey soy español; nada me importa la corona ante el bien de mi pueblo y, como éste parece imposible por diferencias de unos y otros, yo les afirmo que no he de presenciar su ruina». Si no formaban gobierno «las primeras horas de mañana me cogerán fuera de la frontera».

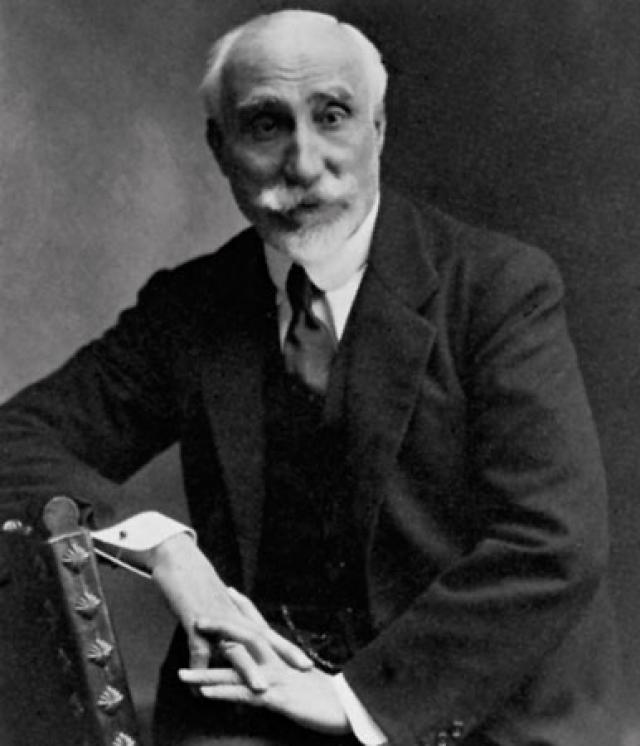
Antonio Maura presidente del "Gobierno Nacional" formado en marzo de 1918.

Así fue como nació el llamado "Gobierno Nacional" que incluyó a todos los jefes de los facciones dinásticas —Romanones, Alba, García Prieto, entre los liberales; Dato, Cierva, junto con el propio Maura, entre los conservadores—, además del líder del catalanismo, Francisco Cambó. Una de las primeras medidas que tomó el nuevo gobierno fue conceder la amnistía a los líderes socialistas encarcelados, que pudieron así ocupar sus escaños en las Cortes. También se reformó el reglamento del Congreso para agilizar los debates —introduciendo un plazo máximo o guillotina para los mismos— y se aprobó una Ley de Bases sobre la inamovilidad de los funcionarios y criterios de promoción de los mismos basados en la antigüedad, lo que acabó con la figura del cesante. Sin embargo, el gobierno encalló cuando intentó aprobar los presupuestos del Estado, que estaban siendo prorrogados desde 1914, por lo que Maura presentó la dimisión al rey en noviembre de 1918. A la salida de Palacio Maura declaró a los periodistas: «Qué de prisa se ha acabado esto ¿verdad? Ahora que venga otro más guapo que yo para arreglarlo». El embajador francés escribió a su gobierno: «En el momento en que todas las miradas se dirigen hacia el horizonte en que se deciden los destinos del mundo los españoles continúan dedicándose a sus pequeñas querellas intestinas».
Después del fracaso de los dos «gobiernos de concentración« se volvió al «turno» entre conservadores y liberales —en realidad al turno entre facciones— pero en los dos años y medio siguientes tampoco se alcanzó la estabilidad política, ya que se llegaron a suceder hasta siete gobiernos. Según Santos Juliá, las razones de tanta inestabilidad radicaban en la incapacidad del sistema para transformarse, a lo que se sumó la presencia de nuevas presiones externas. «Pocas veces se habrá dado el caso de una clase política tan convencida de la necesidad de drásticas reformas en las leyes y en las prácticas políticas y tan incapaz de llevarlas a cabo. […] Los políticos de la Restauración habían diagnosticado mil veces que el caciquismo era el mal, pero no sabían cómo gobernar prescindiendo de sus cacicatos».
Desde 1918, apuntan Tusell y García Queipo de Llano, «las elecciones se habían hecho algo más veraces y menos controlables, pero seguían muy lejanas de representar a una activa y movilizada sociedad respaldando a una clase política, como el caso de las democracias. Observadores diplomáticos extranjeros llegaron a la conclusión de que en esa situación no hay grandes partidos de gobierno porque una polvareda de partidos los ha reemplazado. Así resultaba inevitable la crisis del Parlamento:… desde 1914 ningún presupuesto pudo ser aprobado por no haber mayoría dispuesta a ello. […] Las crisis gubernamentales, parlamentarias o no (de estas últimas, la mayor parte debidas al intervencionismo militar), se repitieron en cortísimo espacio de tiempo".

### La «cuestión regional»

#### La campaña proautonomía de Cataluña
Al «Gobierno Nacional» de Maura le sucedió el 10 de noviembre de 1918 un gobierno liberal presidido por García Prieto, con Santiago Alba en Hacienda. Tuvo que hacer frente al grave «problema de las subsistencias» motivada por la subida de los precios, pero las reformas que pretendió introducir Alba se encontraron de nuevo con la resistencia de los sectores industriales que tanto se habían beneficiado por la neutralidad española en la Gran Guerra, mientras aumentaban las manifestaciones de protesta por el encarecimiento de los productos básicos. Pero finalmente fue la presión de la Liga, que reclamaba un estatuto de autonomía para Cataluña, lo que hizo caer al gobierno solo un mes después de haberse formado. Entonces el rey encargó el gobierno al conde de Romanones, cuya tarea primordial, según Ángeles Barrio, fue «la de conducir por cauces más fluidos la cuestión de la autonomía».
A raíz del fracaso del «Gobierno Nacional» de Maura en el que la Liga Regionalista había participado con la intención de llevar a cabo la modernización del régimen, Cambó y la Liga dieron un paso más en sus demandas y organizaron una campaña en pro de la «autonomía integral» para Cataluña que, según Moreno Luzón, «conmovió hasta sus cimientos la escena política española». Según el testimonio del propio Cambó, la iniciativa la tomó tras una entrevista que mantuvo con el rey el 15 de noviembre de 1918 durante la cual éste le animó a lanzar la campaña autonomista con el fin de distraer «a las masas [de Cataluña] de todo propósito revolucionario». «No veo otra manera de salvar una situación tan difícil que satisfacer de una vez las aspiraciones de Cataluña, para que los catalanes dejen de sentirse en este momento revolucionarios y refuercen su adhesión a la Monarquía», le dijo el rey a Cambó, según este último. Según Moreno Luzón, «Alfonso XIII se había convencido de que sólo la Liga, satisfecha con alguna pócima autonómica, podía disuadir a las masas y frenar la inminente revolución en Barcelona, trasunto de la rusa o la alemana».

Para Cambó había «llegado la hora de Cataluña». El 28 de noviembre el presidente de la Mancomunidad de Cataluña Josep Puig i Cadafalch y los parlamentarios catalanes entregaron al presidente del gobierno García Prieto un proyecto de bases del estatuto de autonomía de Cataluña. La discusión sobre si negociar o no el proyecto dividió al gobierno que tuvo que dimitir solo un mes después de haberse formado. El rey nombró entonces presidente del gobierno al conde de Romanones partidario de llegar a una solución de compromiso. La posibilidad de la concesión de un estatuto de autonomía para Cataluña provocó la reacción inmediata del nacionalismo español, que desplegó una fuerte campaña anticatalanista plagada de tópicos y de estereotipos sobre Cataluña y los catalanes, pero que consiguió movilizar a miles de personas que se manifestaron en Madrid y en otras ciudades.

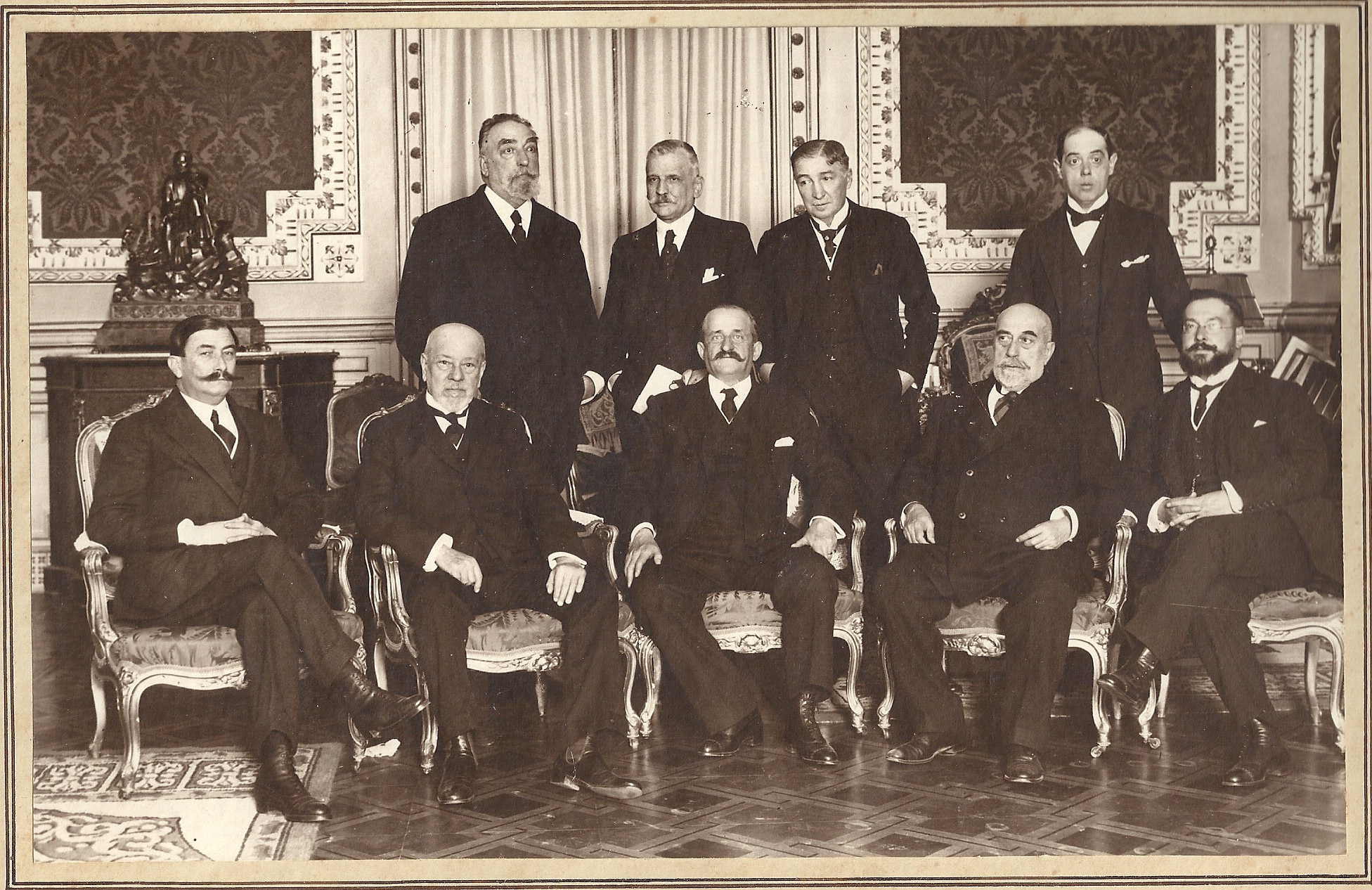
Gobierno presidido por el conde de Romanones, sentado en el centro.

El 2 de diciembre de 1918, un día después de haberse constituido el gobierno de Romanones, las diputaciones castellanas, reunidas en Burgos, respondieron a las pretensiones catalanas con el Mensaje de Castilla donde defendían la «unidad nacional» española y se oponían a que cualquier región obtuviera una autonomía política que mermara la soberanía española —e incluso hicieron un llamamiento a boicotear «los pedidos de las casas industriales catalanas»—. También se opusieron a la cooficialidad del catalán, al que llamaron «dialecto regional». Al día siguiente el diario El Norte de Castilla titulaba: «Ante el problema presentado por el nacionalismo catalán, Castilla afirma la nación española». También se denunciaba «la campaña separatista de que se hace alarde en las provincias vascongadas». Por su parte la diputación de Zaragoza reclamaba la Mancomunidad para Aragón pero dejando muy claro que sus aspiraciones no debían confundirse con las de los catalanistas, pues «Aragón ha proclamado ante todo la intangibilidad de la patria». Solo en el País Vasco y en Galicia —y en mucha menor medida en Valencia, Mallorca y Andalucía— se registraron algunas muestras de apoyo a los nacionalistas catalanes.
Los presidentes de las diputaciones castellanas entregaron el 6 de diciembre el manifiesto contrario a la autonomía de Cataluña al presidente del gobierno y al rey. Este último, que días antes había alentado a Cambó a presentar la propuesta del Estatuto, manifestó su solidaridad «con los gestos patrióticos de la provincias castellanas» y animó a los presidentes de las diputaciones a proseguir en su empeño. El 9 de diciembre, el día anterior en que estaba previsto que se discutiera en el Congreso de los Diputados el proyecto de Estatuto, unas cien mil personas recorrieron las calles de Madrid en defensa de «la unidad de España» y en contra del Estatuto catalán. En el debate parlamentario de los dos días siguientes el portavoz de los liberales y por tanto del gobierno Niceto Alcalá-Zamora acusó a Cambó de querer ser al mismo tiempo el Simón Bolívar de Cataluña y el Otto von Bismarck de España, y el líder conservador Antonio Maura también se opuso a la autonomía catalana. Dirigiéndose a los diputados catalanistas les dijo que, les gustara o no, eran españoles: «Nadie puede elegir madre, ni hermanos, ni casa paterna, ni pueblo natal, ni patria». Su intervención fue muy aplaudida por los diputados de los dos partidos dinásticos, incluido el presidente del gobierno conde de Romanones. El mismo día de la intervención de Maura, el 12 de diciembre de 1918, Cambó escribió una carta al rey en la que se despedía de él y justificaba la retirada de las Cortes de la gran mayoría de diputados y senadores catalanes en señal de protesta por el rechazo al Estatuto, un gesto que fue muy mal visto por los partidos dinásticos. En la carta Cambó escribió:

El resultado de la sesión de ayer significa el fracaso de toda nuestra actuación en la política española y el abandono de toda esperanza de que el problema catalán pueda tener la solución en que había cifrado todas mis ilusiones. Un deber de lealtad política me obliga a proclamarlo así en el Parlamento antes de salir para Cataluña. Crea V.M. que al escribirle estas líneas paso por el trance más amargo de mi vida.

De vuelta en Barcelona, Cambó lanzó en un mitin la consigna «Monarquía? República? Catalunya!». «Ni hipotecamos la autonomía a la República, ni esperamos la República para implantar la autonomía, pero no frenaremos nuestra marcha por el hecho de que pueda caer la Monarquía», declaró. Cambó escribió a un periodista: «Yo no entraré en ningún gobierno en el cual yo no pueda desenvolver íntegramente mi pensamiento… sin un acuerdo completo con respecto a lo que se va a hacer y a cómo se va a hacer».
Romanones convocó una comisión extraparlamentaria para que redactara una propuesta que sería llevada a las Cortes. La comisión, presidida por Antonio Maura elaboró un proyecto de Estatuto muy recortado que incluso eliminaba algunas de las competencias que ya ejercía la Mancomunidad de Cataluña por lo que resultó inaceptable para los diputados catalanes que habían regresado al Congreso a finales de enero de 1919. Cambó pidió entonces que se permitiera la celebración de un plebiscito para saber si los ciudadanos de Cataluña querían o no un Estatuto de autonomía, pero los diputados de los partidos dinásticos, entre los que se encontraba Alfonso Sala, presidente de la recién creada Unión Monárquica Nacional, alargaron los debates y nunca llegó a discutirse la propuesta. Finalmente el gobierno cerró las Cortes el 27 de febrero aprovechando la crisis provocada por la huelga de La Canadiense en Barcelona.
Según Javier Moreno Luzón, el gobierno y el rey dejaron de apoyar incluso el proyecto de la comisión extraparlamentaria a causa de las presiones de la guarnición de Barcelona y de los enfrentamientos violentos protagonizados por la españolista Liga Patriótica Española y los independentistas del excoronel Francesc Macià, y lo que enterró definitivamente el proyecto fue el inicio de la guerra social en Cataluña con la huelga de La Canadiense de febrero de 1919 ya que la cuestión regional pasó a un segundo plano en las preocupaciones de las clases dirigentes catalanas.
El fracaso de la Liga favoreció la aparición de otros grupos nacionalistas catalanes más radicales como la Federació Democràtica Nacionalista de Francesc Macià, que dará nacimiento a Estat Català, el Partit Republicà Català de Lluís Companys y Marcelino Domingo y la Unió Socialista de Catalunya.

#### El crecimiento del nacionalismo vasco

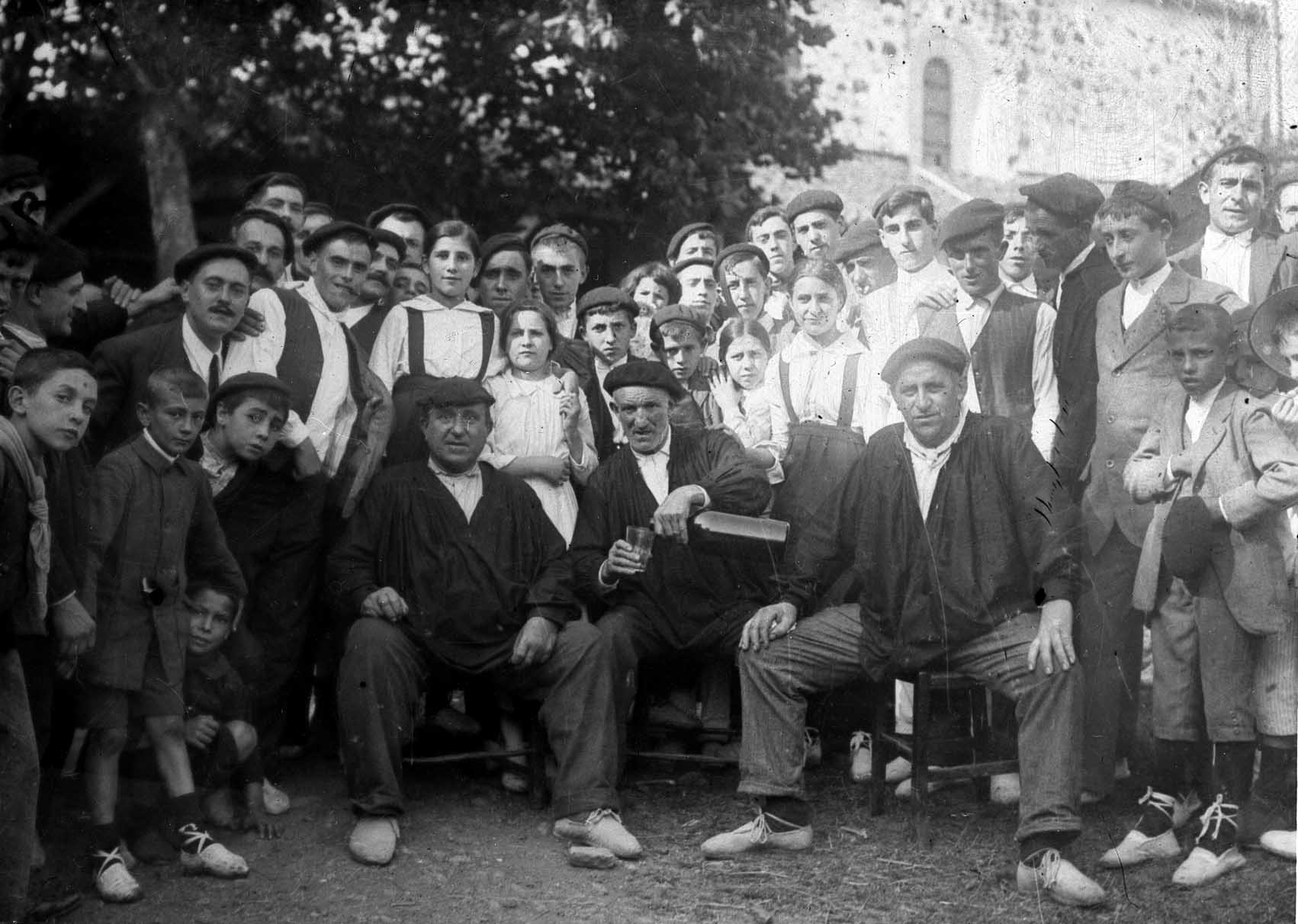
Reunión de versolaris, entre los que se encuentra el célebre Txirrita, en Arrate, Guipúzcoa (1915)

En el País Vasco y Navarra la campaña autonomista catalana de 1918-1919 encontró un amplio apoyo del nacionalismo vasco porque las aspiraciones catalanas conectaban con las suyas. En aquel momento el nacionalismo vasco vivía el momento de mayor apogeo de la Restauración. En 1918 había triunfado en las elecciones que le proporcionaron la hegemonía política en Vizcaya, el feudo fundamental del PNV que desde 1916 había pasado a llamarse Comunión Nacionalista Vasca, sustituyendo a los partidos monárquicos del turno que la habían ostentada hasta entonces. Precisamente la razón del éxito había sido la «vía autonomista» emprendida, y su alianza con la Liga Regionalista de Cambó, que les llevó a reclamar también la «autonomía integral» para el País Vasco. Así, las tres diputaciones vascongadas, por iniciativa de la de Vizcaya, demandaron la «reintegración foral», o en su defecto, una amplia autonomía basada en los antiguos fueros, propuesta que fue presentada en las Cortes el 8 de noviembre por los diputados nacionalistas vascos, pero que fue rechazada.
Por otro lado, los siete diputados nacionalistas vascos enviaron un saludo al presidente norteamericano Woodrow Wilson —que defendía la aplicación del principio de las nacionalidades en la reordenación del mapa europeo tras el fin de la Gran Guerra— «al cumplirse el 79 aniversario de la anulación por el gobierno español de la independencia del pueblo vasco». El 15 de diciembre de 1918 se reunió en el Ayuntamiento de Bilbao la Asamblea de los Ayuntamientos de Vizcaya pero ésta acabó en un grave altercado entre dinásticos y socialistas por un lado y nacionalistas vascos por otro. Una manifestación nacionalista vasca recorrió después las calles de Bilbao, siendo asaltado el diario maurista El Pueblo Vasco. La respuesta del gobierno de Romanones fue destituir al alcalde nacionalista de Bilbao Mario Arana.
A partir de 1920 se produjo el retroceso electoral de la Comunión Nacionalista Vasca, debido sobre todo a que las partidos monárquicos del turno, liberales y conservadores, se coaligaron en un frente antinacionalista llamado Liga de Acción Monárquica, fundada en enero de 1919, que ganó las elecciones de 1920 y 1923, reduciendo la representación parlamentaria de la Comunión Nacionalista a un único diputado por Pamplona —y eso gracias a su alianza con las carlistas—. Además, los nacionalistas vascos perdieron la mayoría en la Diputación de Vizcaya en 1919 y la alcaldía de Bilbao en 1920. Este fracaso provocó la salida de la Comunión en 1921 de un grupo importante de militantes encabezados por Elías Gallastegui (Gudari) y que tenía en la revista Aberri su órgano de expresión. Los aberrianos eran contrarios a la "vía autonomista" y defendían la independencia y la vuelta a la pureza doctrinal aranista. Para ello fundaron un nuevo PNV. En agosto de 1923 formarían junto con Acción Catalana, un partido nacionalista catalán escindido de la Liga Regionalista, y con grupos nacionalistas gallegos la alianza denominada Galeusca, defensora de un nacionalismo radical.

### La conflictividad social y el impacto de la «Revolución de Octubre»

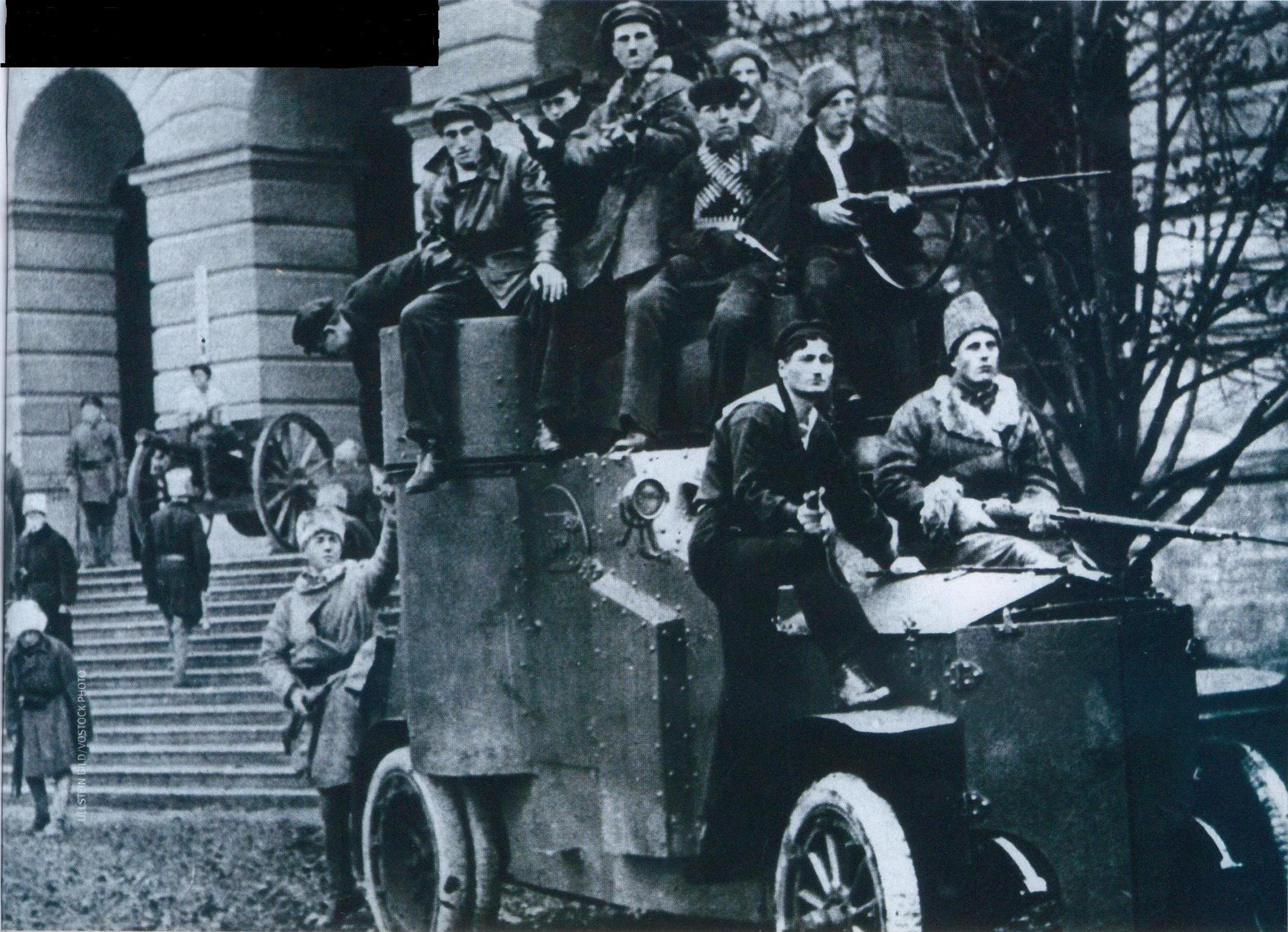
Guardias rojos frente al Instituto Smolny de Petrogrado, centro de la Revolución de Octubre de 1917 en Rusia, que tuvo un enorme impacto en el movimiento obrero de todo el mundo.

A la "cuestión regional" se sumó el estallido de una grave crisis social en Cataluña y en el campo andaluz. «Una auténtica 'guerra social', con atentados anarquistas y de pistoleros a sueldo de patronos, se declaró en Cataluña y tres años de movilizaciones de jornaleros del campo a los que habían llegado los ecos de la revolución rusa en Andalucía».
En España el triunfo de la Revolución de Octubre en Rusia tuvo un gran impacto sobre el movimiento obrero. Paradójicamente, al principio los más entusiastas con los bolcheviques fueron los anarquistas, mientras los socialistas se mantuvieron más indiferentes. La fundación de la III Internacional en 1919 abrió el debate sobre la incorporación tanto en la CNT como en el PSOE y la UGT. La CNT se adhirió inicialmente pero tras la visita en 1920 a la Rusia soviética de una delegación encabezada por Ángel Pestaña la abandonó porque sus principios eran absolutamente opuestos a los del anarcosindicalismo. El informe contrario a la incorporación que presentaron tras la visita a Rusia en ese mismo año los socialistas Daniel Anguiano y Fernando de los Ríos terminó con la salida del PSOE de los partidarios de los bolcheviques que en 1921 fundarían el Partido Comunista de España, un partido minúsculo adherido a la III Internacional y bajo las órdenes directas de Moscú. Sin embargo, aunque las dos grandes organizaciones obreras españolas no se incorporaron al movimiento comunista, la Revolución de Octubre «actuó en España como un imparable mito movilizador que conmocionó durante años al obrerismo, arrastró a sus dirigentes y encandiló a las masas que intentaban encuadrar».
En los años de la guerra mundial el movimiento obrero anarquista y socialista había experimentado un crecimiento considerable. En 1919 la CNT celebró su segundo congreso en el que afirmó tener más de medio millón de afiliados, cuando en 1911, el año de celebración de su primer congreso, solo contaba con 26 000. Por su parte la UGT declaró en mayo de 1920 que superaba los 200 000 afiliados. «Los sindicatos eran, por fin, verdaderas organizaciones de masas», afirma Ángeles Barrio.

#### El "trienio bolchevique" en Andalucía
En Andalucía se produjo un aumento de la afiliación a los sindicatos CNT y UGT durante los años de la guerra. Esto explica, según Ángeles Barrio, que la «morfología de las reivindicaciones» cambiara: «ya no era la revuelta por la revuelta, como había sido tradicional entre los jornaleros del campo andaluz, sino la denuncia de un sistema de propiedad de la tierra anacrónico y la exigencia de nuevas formas de explotación y producción». Entre 1918 y 1920 se produjo una intensificación de las movilizaciones, que se conoce con el nombre de «trienio bolchevique», llamado así por los ecos que había suscitado en Andalucía la "Revolución de Octubre". Se produjeron constantes huelgas de jornaleros que fueron respondidas con extraordinaria dureza por los patronos y las autoridades. Las sociedades obreras reclamaban la subida de jornales y el empleo de los parados de una localidad antes de recurrir a la mano de obra forastera. La movilización fue alentada mediante mítines, periódicos y folletos, como el titulado La revolución rusa: la tierra para quienes la trabajan, y durante las huelgas los jornaleros ocupaban las fincas, siendo desalojados violentamente de ellas por la guardia civil y por el ejército. También hubo sabotajes y atentados. A todo esto se sumaría el importante movimiento huelguístico que paralizó la cuenca minera de Riotinto-Nerva a lo largo de 1920. La agitación campesina andaluza se redujo en 1920 debido a la represión y desapareció prácticamente en 1922.

#### La "guerra social" en Cataluña
En el Congreso Regional de Sants de 1918 la CNT abandonó su estructura de sindicatos de oficio y se organizó sobre la base de los llamados sindicatos únicos, sindicatos de industria local o regional, aunque sin llegar a formar federaciones nacionales de industria que era la modalidad que se estaba extendiendo entonces en el sindicalismo europeo —«por ejemplo, la metalurgia contaría ahora con una sola junta general, a la que tendrían que subordinarse las secciones de soldadores, maquinistas o caldereros, obligadas a la mutua asistencia», señala Moreno Luzón—. Como ha destacado Ángeles Barrio, «la fórmula del sindicato único era idónea para la CNT de Cataluña porque respondía a su hegemonía en la zona, sin apenas competencia con otros sindicatos, y porque permitía al sindicato… tomar decisiones de manera rápida, además de utilizar el sistema asambleario, de tipo votación a mano alzada, tan del gusto de los anarquistas».
El conflicto se inició en febrero de 1919 con la huelga de la Canadiense, que era el nombre con el que era conocida la empresa Barcelona Traction, Light and Power que suministraba electricidad a la ciudad de Barcelona. En consecuencia la ciudad se quedó sin luz, sin agua y sin tranvías. El gobierno de Romanones optó por la vía de la negociación, a cargo del nuevo gobernador civil Carlos Bas, acompañada de la aprobación del decreto «de las ocho horas», una reivindicación histórica del movimiento obrero —además de la introducción de un sistema obligatorio de retiros obreros, financiado con los presupuestos del Estado y por las contribuciones de las empresas y que gestionaría el Instituto Nacional de Previsión—. España se convirtió de este modo en uno de los primeros países europeos en instaurar la jornada laboral de ocho horas. Pero el gobierno tuvo que ceder a las presiones de la patronal que exigía mano dura y que encontró un valioso apoyo en el capitán general de Cataluña Joaquín Milans del Bosch y en el rey Alfonso XIII. «Se militarizaron los servicios, y Barcelona recuperó la normalidad mientras las cárceles se llenaban de presos huelguistas», afirma Ángeles Barrio.
Mientras tanto se había alcanzado un acuerdo entre la empresa y los trabajadores gracias a la labor del dirigente moderado de la CNT Salvador Seguí. Quedaba la cuestión pendiente de los huelguistas encarcelados, sometidos a la jurisdicción militar, pero el capitán general Milans del Bosch no cedió por lo que la CNT tuvo que cumplir su amenaza de declarar la huelga general. La respuesta de los patronos, que apoyaron la postura de Milans, fue declarar el lock-out que condenaba a los obreros a la indigencia. El gobierno intentó destituir a Milans, que había declarado el estado de guerra, pero el rey se opuso, por lo que Romanones presentó su dimisión. Le sustituyó el conservador Antonio Maura que aprobó la política de Milans del Bosch. La CNT fue disuelta y sus dirigentes fueron encarcelados, mientras el Somatén se sumaba al mantenimiento del orden público en Barcelona.
En el contexto de esta política de orden se produjo la ceremonia de consagración de España al Sagrado Corazón de Jesús celebrada ante el monumento levantado en el Cerro de los Ángeles en la que el rey Alfonso XIII pronunció un discurso vinculando la monarquía al catolicismo. Un acto que la prensa republicana y liberal criticó duramente —un periódico republicano afirmó que había convertido a España «en el Paraguay de Europa», es decir, en el país europeo más clerical—. El conflicto obrero degeneró en una "guerra social" en la que ambas partes recurrieron a la violencia, «reflejo de la desconfianza de sindicatos y patronales respecto de las instituciones del Estado», afirma Ángeles Barrio. La violencia patronal, que fue en cierta forma justificada por el gobierno de Maura, fue respondida con atentados terroristas perpetrados por los grupos de acción anarquistas, por lo que Barcelona se convirtió en el escenario de una guerra entre pistoleros sindicalistas y patronales. Estos últimos estaban dirigidos por el expolicía Manuel Bravo Portillo, contratado por la Federación Patronal, que formó una extensa y bien organizada banda compuesta por delincuentes y sindicalistas corruptos, y que fue la que llevó a cabo los primeros asesinatos de militantes y dirigentes de la CNT.
En las filas anarquistas, y protegidos por sus dirigentes, se formaron grupos de acción cuyos miembros, según Moreno Luzón, «se movían entre el asesinato a sueldo y la revolución ácrata, protagonistas de más y más atentados contra empresarios, capataces, policías, matones y obreros disidentes». Entre ellos destacó Buenaventura Durruti, «joven pistolero y agitador clandestino».

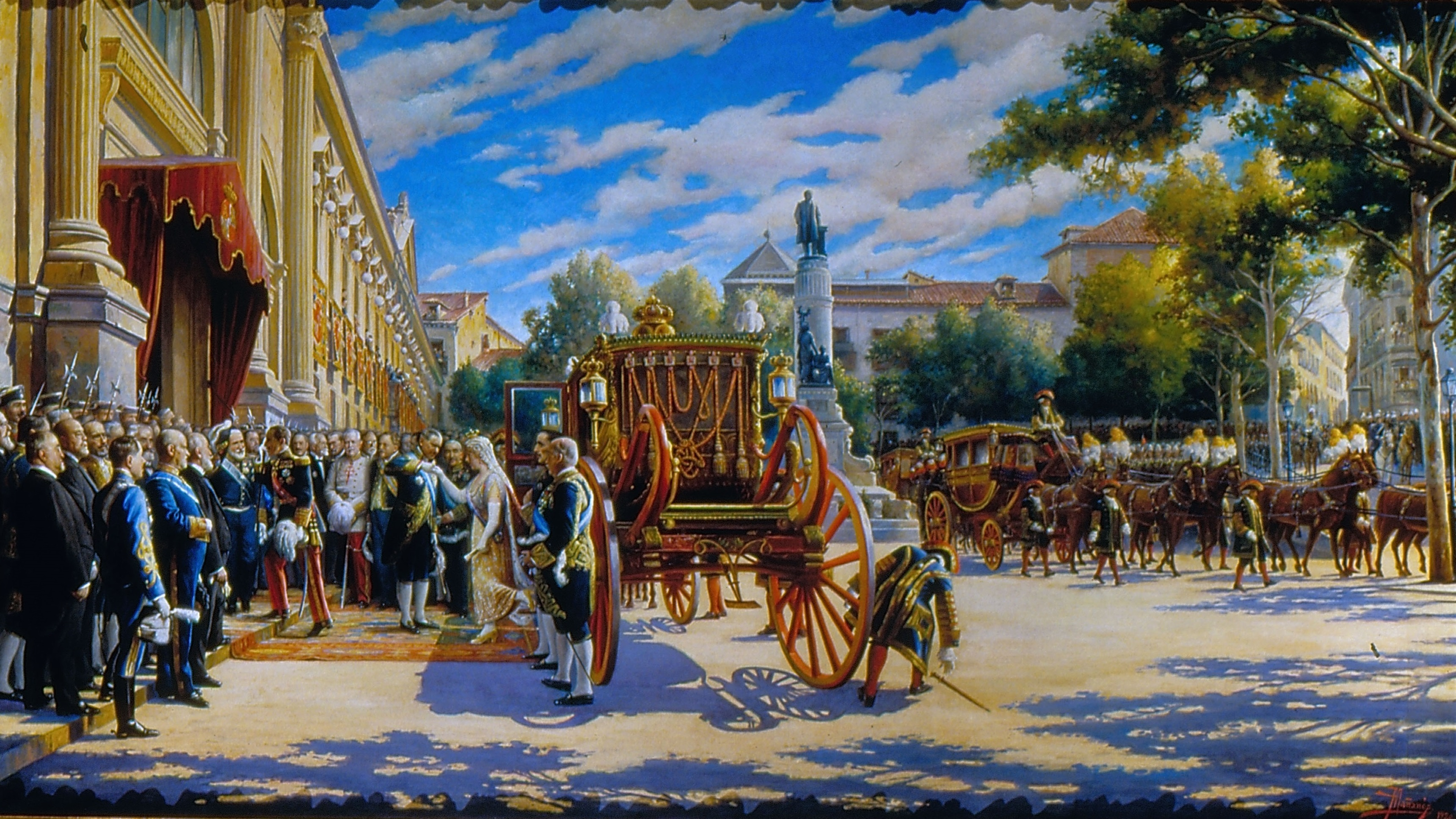
Cuadro de Asterio Mañanós Martínez sobre la apertura de las Cortes en 1919 que recoge la entrada de los reyes en el Palacio del Senado

Maura convocó elecciones en junio de 1919 pero en ellas no consiguió una mayoría propia y el resto de facciones conservadoras se negaron a reconocerle como jefe del partido conservador, a pesar de las presiones del rey para que lo hicieran, «en defensa de la monarquía y el orden». Así se produjo la caída de Maura a quien le sucedió en agosto de 1919 el también conservador Joaquín Sánchez de Toca, que volvió a la vía de la negociación en la guerra social en Cataluña consiguiendo acabar con el lockout, aunque a raíz de un atentado anarquista que acabó con la vida de Bravo Portillo la patronal presionó al gobierno para restablecer la «mano dura» —mientras Milans mantenía una relación directa con el Palacio Real pasando por encima del gobierno—.
En diciembre de 1919, coincidiendo con el Congreso de la CNT en el que se impusieron las tesis radicales, el gobierno de Sánchez de Toca cayó siendo sustituido por el presidido por el conservador Manuel Allendesalazar Muñoz, quien abandonó la vía negociadora y nombró a dos «duros» al frente del gobierno civil de Barcelona y de la policía, mientras la banda de Bravo Portillo ahora dirigida por el barón de Koening, «un aventurero y estafador alemán», sembraba el terror en los medios obreros. El diputado republicano Francisco Layret llevó la cuestión del terrorismo patronal al parlamento lo que indujo al gobierno a relevar al capitán general de Cataluña Jaime Milans del Bosch, principal valedor de la vía represiva para solucionar el conflicto y que contaba con el apoyo incondicional de la patronal catalana —«Milans del Bosch no recibió castigo alguno sino un premio al pasar a desempeñar la jefatura de la Casa Militar del monarca, puesto en el que permaneció muchos años»—. Sin embargo, esto no evitó que el gobierno de Allendesalazar cayera en mayo de 1920, siendo sustituido por el también conservador Eduardo Dato. Este consiguió del rey el decreto de disolución de las Cortes y convocó nuevas elecciones para diciembre de 1920, solo un año y medio después de las celebradas bajo el gobierno de Maura.
Dato abandonó inicialmente la política de «mano dura». La banda de Koening fue disuelta, muchos presos sindicalistas fueron puestos en libertad y se creó el Ministerio de Trabajo para que se ocupara de la cuestión social. Además Dato organizó un viaje del rey a Barcelona y estudió la posibilidad de ampliar las competencias de la Mancomunidad de Cataluña. Pero estas medidas no acabaron con la violencia, por lo que el gobierno volvió a la política represiva sobre todo después de que se produjera el asesinato por un grupo anarquista del conde de Salvatierra, antiguo gobernador civil de Barcelona en tiempos del gobierno de Sánchez de Toca. Dato entonces nombró al frente del gobierno civil de Barcelona al general Severiano Martínez Anido, poniendo fin así a la negociación como vía para lograr la paz social. Según Ángeles Barrio, «la represión antisindical implantada por el nuevo gobernador y su equipo [con el general Arlegui al frente de la policía], y la aplicación de la llamada ley de fugas a los presos diezmaron efectivamente a la CNT pero estimularon el activismo y el recurso a la violencia individual. Los actos terroristas y de violencia callejera entre anarquistas y miembros de los Sindicatos Libres se sucedieron en espiral entre 1920 y 1922… El asesinato de Francisco Layret cuando se dirigía al Ayuntamiento para gestionar la libertad de los sindicalistas deportados a Mahón fue uno de los episodios más sonados por las repercusiones negativas que tuvo para el gobierno… ».
El crecimiento de los sindicatos libres —por oposición a los sindicatos únicos— constituyó otro obstáculo a la movilización anarquista, ya que los patronos preferían contratar a sus afiliados —obreros católicos, apolíticos o simplemente desengañados de la estrategia anarquista—, lo que supuso un incremento de sus miembros —en 1922 afirmaron tener 150 000 afiliados—. Esto abrió una competencia sindical que en numerosas ocasiones se saldó con tiroteos entre obreros de los sindicatos libres y de los sindicatos únicos.

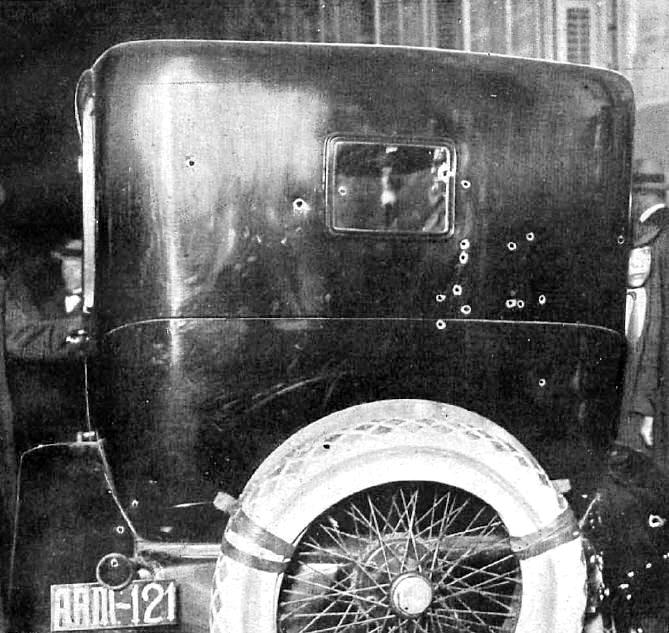
Parte posterior del coche en el que fue asesinado Eduardo Dato y en la que se observan los orificios de las balas.

La espiral de violencia alcanzó al propio primer ministro. El 8 de marzo de 1921, Eduardo Dato fue asesinado en Madrid por un grupo de tres anarquistas que le dispararon desde un sidecar cuando regresaba en automóvil a su casa desde el Senado. Uno de sus asesinos, Pedro Matheu, vinculó el atentado con la política represiva emprendida por su gobierno: «yo no disparé contra Dato, a quien ni siquiera yo conocía, sino contra un presidente que autorizó la más cruel y sanguinaria de las leyes: la ley de fugas». El asesinato de Dato incrementó la represión sobre la CNT y las acciones de los pistoleros de los "Sindicatos Libres" contra sus miembros. Durante el entierro el rey caminó detrás del féretro siendo aclamado por la multitud. En 1923 caía también asesinado Salvador Seguí, dirigente de la CNT, que no había apoyado la vía violenta y que defendía la vuelta a la vía sindical, así como el arzobispo de Zaragoza Juan Soldevilla.
El número de atentados creció hasta 1921 para descender en 1922 y repuntar en 1923. Según los datos de Eduardo González Calleja, citados por Javier Moreno Luzón, hubo 87 atentados en 1919, 292 en 1920, 311 en 1921, 61 en 1922 y 117 en 1923. Las víctimas mortales fueron 201 sindicalistas y anarquistas, incluyendo a sus abogados (un 23 %); 123 patronos, gerentes y capataces (un 14%); 83 agentes de la autoridad (un 9,5 %); 116 miembros de los sindicatos libres o anticenetistas (13 %).

## La crisis final: el «desastre de Annual» y sus consecuencias (1921-1923)

### El polémico discurso del rey en el Casino de la Amistad de Córdoba (mayo de 1921)

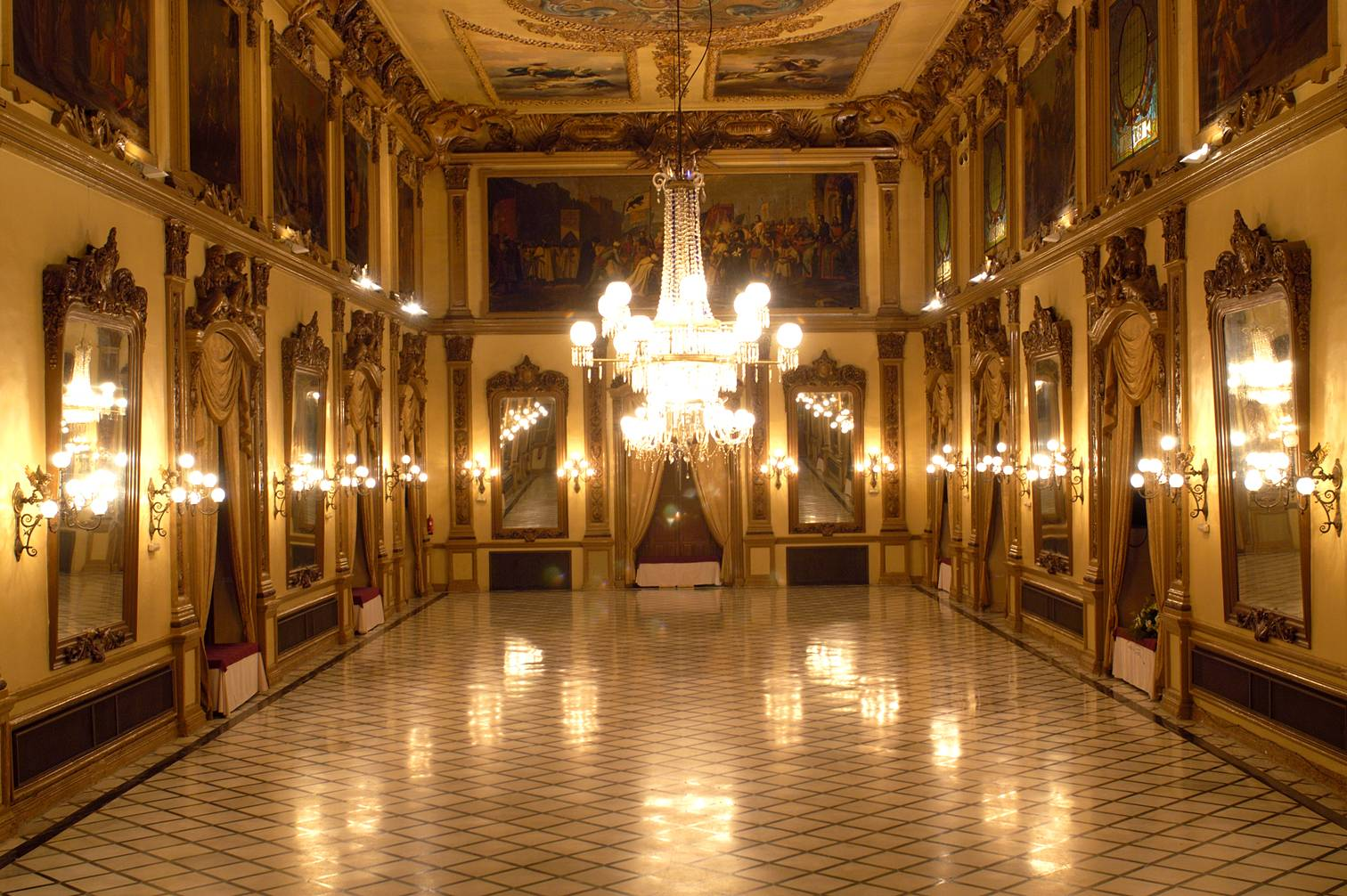
Salón Liceo del Casino de la Amistad de Córdoba.

Tras el asesinato de Eduardo Dato en marzo de 1921 se formó un nuevo gobierno presidido por el también conservador Manuel Allendesalazar. Un primer problema al que tuvo que enfrentarse fue la polémica levantada por el discurso del rey pronunciado el 23 de mayo de 1921 en el Casino de la Amistad de Córdoba ante los grandes propietarios de la provincia y las autoridades de la capital. El rey dijo lo siguiente:

El rey no puede hacer más sino firmar proyectos que vayan al Parlamento. Pero es muy duro, señores, que no pueda prosperar lo que interesa a todos por maquinaciones y mezquindades políticas y ocurren casos tristes de esta naturaleza. Presenta un proyecto mi Gobierno, lo combaten y se hace una crisis y como consecuencia cae el Gobierno. Se forma uno nuevo y tampoco puede sacar nada adelante porque los mismos que cayeron se convierten entonces en oposición de su propio proyecto. Porque ¡cómo habían de ayudar a aquellos mismos que le habían matado! 

Algunos dirán que me estoy saliendo de mis deberes constitucionales pero llevo diecinueve años de Rey constitucional y me he jugado la vida muchas veces para que me vengan ahora a coger en una falta constitucional. Yo creo que las provincias deben comenzar un movimiento de apoyo a vuestro Rey y a los proyectos beneficiosos y entonces el Parlamento se acordará de que es mandatario del pueblo, pues no otra cosa significa el voto que le dais en las urnas. Entonces la firma del Rey será una ejecutoria y una garantía de que harán proyectos beneficiosos para España.

El ministro Juan de la Cierva y Peñafiel que acompañaba al rey intentó ocultar la gravedad de sus palabras facilitando a la prensa una versión edulcorada del discurso, pero pronto trascendió su verdadero contenido aunque circularon versiones distintas. El Congreso de los Diputados se ocupó del asunto cuatro días después. El socialista Julián Besteiro afirmó que el rey había tenido unas palabras de «desprecio» hacia el Parlamento. Cierva le interrumpió diciendo que era «inexacto» a lo que el socialista Indalecio Prieto le gritó: «¡Eso es exacto! ¡El Parlamento tiene más dignidad que el Rey!». El presidente del Congreso cortó inmediatamente el debate. El político que más entusiásticamente respaldó al monarca fue el conservador Antonio Maura —en una intervención pública dijo entre los aplausos de los asistentes: «Palabras pronunciadas por labios augustos en Córdoba, palabras que han recibido con igual aplauso que vosotros la España sensata, nos dan la esperanza cierta de que ha terminado la rotación de fingimientos escarnecedores de la voluntad nacional»—. La prensa de derechas también se mostró favorable a lo dicho por el rey —el diario católico El Debate dijo que sus palabras serían «fervorosamente aplaudidas» por las «gentes desligadas de la política»—.
Pero el problema más grave que tuvo que afrontar el gobierno Allendesalazar fue la crisis provocada por el desastre de Annual.

### El «desastre de Annual» (julio de 1921)

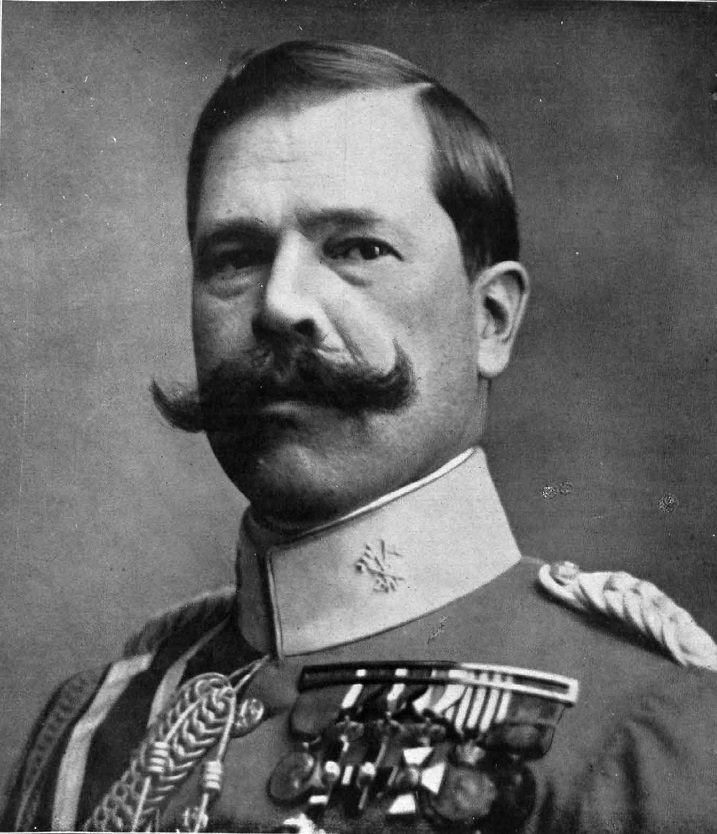
Manuel Fernández Silvestre, general de las tropas españolas en el desastre de Annual.

Tras el paréntesis de la Gran Guerra los gobiernos españoles se propusieron hacer efectivo el dominio de España sobre todo el protectorado de Marruecos. Esa fue la tarea encomendada al general Dámaso Berenguer, nombrado alto comisario español en Marruecos en 1919. Del avance en la zona oriental se encargó el general Manuel Fernández Silvestre, nombrado a principios de 1920 comandante general de Melilla, cargo que gozaba de una cierta autonomía respecto del alto comisario ya que despachaba directamente con el ministro de la guerra. Fernández Silvestre inició el avance desde Melilla hacia el oeste mediante el sistema tradicional de blocaos —casetas de madera fortificadas— sin encontrar resistencia. En diciembre de 1920 alcanzaba la cabila de Ben Said y al mes siguiente Annual, en la cabila vecina de Beni Ulixek. Berenguer y Fernández Silvestre se reunieron en marzo de 1921 en el peñón de Alhucemas y decidieron detener el avance. Las tropas de la Comandancia de Melilla quedaron así dispersas en un territorio extenso, con problemas de abastecimiento y expuestas a un posible ataque. El puesto más avanzado era Annual.
Tras un permiso en Madrid donde recibió numerosas muestras de apoyo popular, del gobierno y del rey, Fernández Silvestre reanudó en mayo de 1921 el avance, pero esta vez se encontró con la resistencia de las tribus rifeñas dirigidas por Abd el-Krim, de la cabila de Beni Urriaguel, situada más al oeste. En la toma de Abarrán sufrió muchas bajas y poco después la posición de Sidi Dris era atacada por los rebeldes causando centenares de muertos entre las tropas españolas. Se produjo entonces una entrevista a bordo del buque Princesa de Asturias en la bahía de Alhucemas entre el general Fernández Silvestre y el alto comisario Berenguer en la que Silvestre le pidió refuerzos, demanda que no fue atendida, como tampoco lo hizo el ministro de la guerra, Luis de Marichalar y Monreal, que recordaba la Semana Trágica de Barcelona de 1909. A pesar de todo Silvestre no renunció al avance y ordenó el 19 de julio reconquistar la zona de Annual atacando desde la posición de Igueriben. Silvestre en persona llegó desde Melilla el día 21 al frente de un ejército de 4.500 hombres, pero tuvo que ordenar la retirada de Annual a Ben Tieb, al sudeste, ante la ofensiva que habían desencadenado los rebeldes de Abd el-Krim. El alto comisario prometió enviar refuerzos, pero estos no llegarían a tiempo.

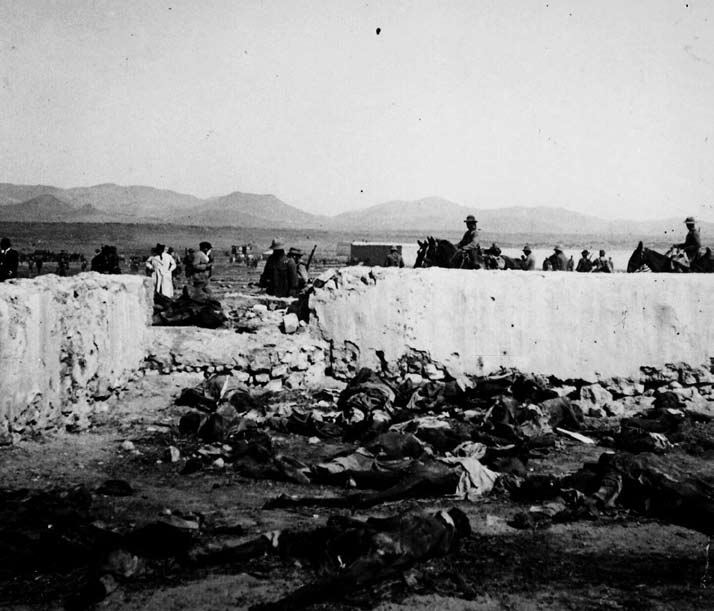
Cadáveres encontrados en Annual.

«La ofensiva inesperada de los indígenas concluyó en una desbandada general del Ejército español en dirección a Melilla. Las tropas españolas estaban dispersas en un frente muy extenso con un número de posiciones muy elevado y con graves problemas de aprovisionamiento. Las unidades estaban mal pertrechadas... El derrumbamiento del frente tuvo como consecuencia la pérdida en tan sólo unos días de lo conseguido con graves dificultades durante años. No sólo el general Silvestre murió sino también otros 10 000 soldados». Fueron hechos prisioneros el general Navarro, segundo jefe de la Comandancia de Melilla, y 600 hombres que tuvieron que rendirse el 9 de agosto al quedar aislada la posición que defendían en Monte Arruit tras la toma de los rebeldes de Nador y Zeluán, cercanas a Melilla. Según Ángeles Barrio, «de no haber sido porque las ansias de hacerse con el botín de guerra retuvieron en Annual a los rebeldes, las tropas de Abd-el-Krim hubieran podido tomar Melilla a continuación sin grandes dificultades, dada su absoluta desprotección en aquellos momentos».
El «desastre de Annual» conmocionó a la opinión pública. En las Cortes y en la prensa se pidieron responsabilidades y el propio rey Alfonso XIII fue acusado de haber alentado a Fernández Silvestre —«nombrado gracias al favor real» según el agregado militar de la embajada francesa— para actuar de forma tan imprudente como lo hizo, aunque no existe ninguna prueba de ello «por más que mantuviera unas relaciones estrechas con él, por otro lado no muy diferentes de la que le unían a otros militares». Las personas que más destacaron en las acusaciones contra el rey fueron el escritor Miguel de Unamuno y el diputado socialista Indalecio Prieto. Este último concluyó una de sus intervenciones en las Cortes con esta frase que provocó un gran escándalo en el hemiciclo del Congreso de los Diputados y por la que fue procesado:

Aquellos campos de dominio son hoy campos de muerte: ocho mil cadáveres parece que se agrupan en torno de las gradas del trono en demanda de justicia.

### El «gobierno de concentración» de Maura (agosto de 1921 - marzo de 1922)
Para hacer frente a las graves consecuencias políticas del «desastre de Annual» el rey recurrió a Antonio Maura quien el 3 de agosto de 1921 formó, como en 1918, un «gobierno de concentración», del que formaron parte tanto conservadores como liberales, y también de nuevo el catalanista Cambó. Una de las primeras medidas que tomó el nuevo gobierno fue abrir un expediente —cuyo instructor sería el general Juan Picasso— para dirimir las responsabilidades militares del «desastre de Annual». Asimismo se puso en marcha una operación militar para recuperar el territorio perdido en Marruecos. El gobierno también se ocupó de las Juntas de Defensa. En enero de 1922 el ministro de la Guerra Juan de la Cierva las transformó en meras «comisiones informativas» integradas en su ministerio, aunque para conseguir que el rey firmara el decreto el gobierno tuvo que emplearse a fondo, presentando incluso la dimisión —el rey había manifestado sus «dudas» sobre la oportunidad de la medida y había mantenido contactos con los jefes de las Juntas—. Sin embargo, el gobierno de Maura, acuciado por la «cuestión de las responsabilidades», duró solo ocho meses y en marzo de 1922 fue sustituido por un gobierno conservador presidido por José Sánchez Guerra.

### El gobierno conservador de Sánchez Guerra (marzo-diciembre de 1922)

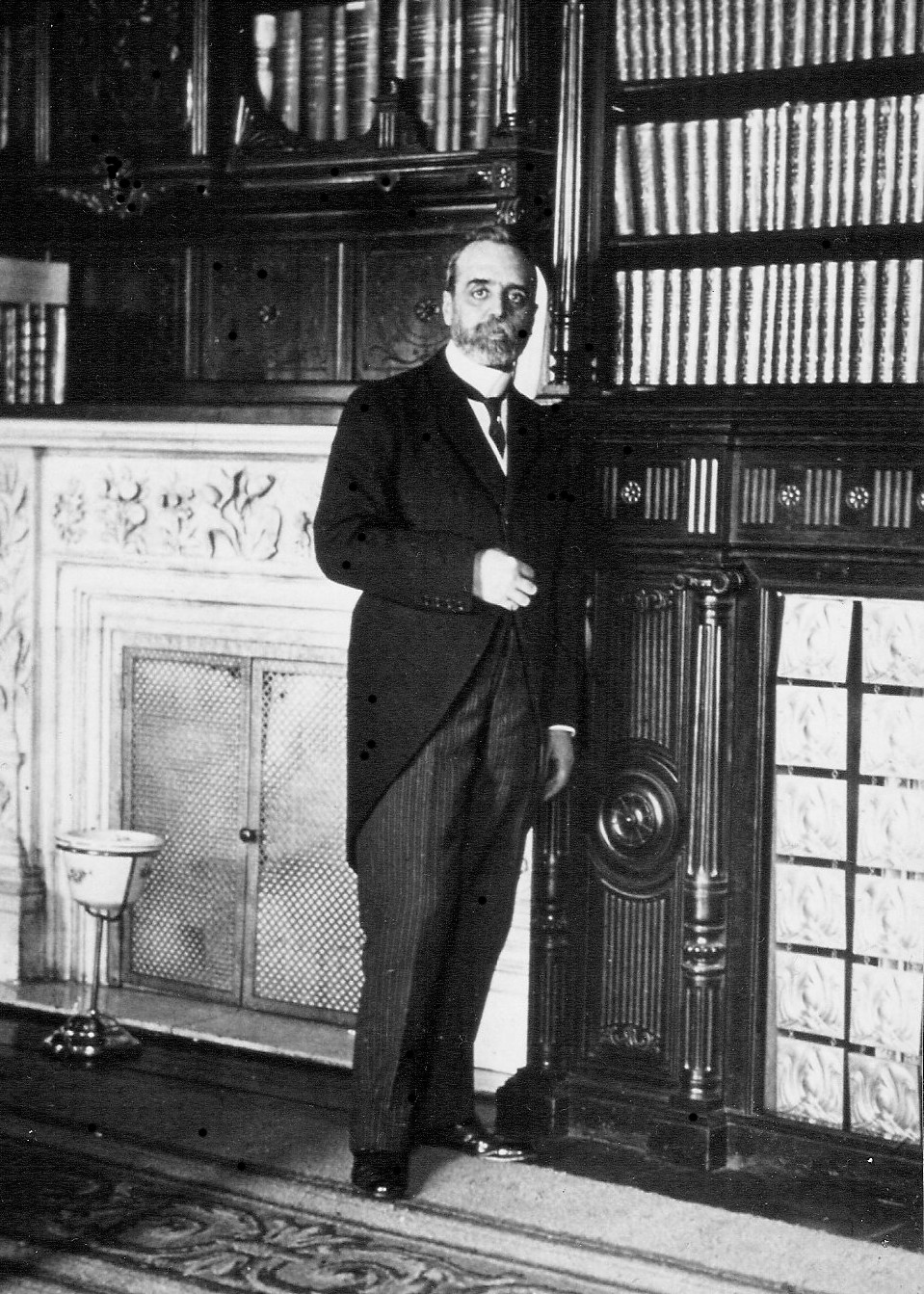
José Sánchez Guerra, c. 1920.

El gobierno de Sánchez Guerra intentó hacer frente al creciente intervencionismo militar y se propuso someter a las Juntas de Defensa, llamadas entonces «comisiones informativas», al poder civil, contando para ello con la colaboración del rey. En junio de 1922 en una reunión con los militares de la guarnición de Barcelona Alfonso XIII criticó a las Juntas, por lo que pasó de ser considerado por ellas como un aliado a ser un adversario, y en cambio recibió muestras de apoyo por parte de los militares "africanistas" destinados en el Protectorado de Marruecos. El rey dijo:

Actualmente asusta notar en nuestro ejército agrupaciones que, aunque las motivó un deseo tal vez nobilísimo, están francamente fuera de lo que aconseja la obediencia más elemental y la disciplina fundamental. El oficial no puede meterse en política.

El gobierno manifestó en las Cortes que apoyaba las palabras del monarca. Ante la petición formulada por el diputado independiente Augusto Barcia de que fueran disueltas las Juntas, el presidente contestó que «jamás he aplaudido ni he encontrado acertado, en lo que ha tenido de ilegítima, la actuación de esas llamadas Juntas; ni antes, ni después, ni ahora», asegurando a continuación que si actuaban al margen de la ley el gobierno actuaría. Los diputados reformistas, republicanos y socialistas criticaron la intervención del rey por excederse de su papel constitucional, recordando además el apoyo que había dado a las Juntas en el pasado, y también reprocharon al gobierno que se amparara en el monarca para expresar su opinión sobre el tema. Finalmente, las Cortes aprobaron en noviembre de 1922 una ley que disolvía las «comisiones informativas» y que establecía las normas estrictas que se debían seguir para los ascensos por méritos de guerra, atendiendo así una de las reivindicaciones de las Juntas. De esta forma se restableció la unidad de los oficiales africanistas y junteros del Ejército español.
Otra medida civilista fue la destitución del general Severiano Martínez Anido de su puesto de gobernador civil en Barcelona —cuando Sánchez Guerra llevó al rey el decreto de cese de Martínez Anido el rey le preguntó: «¿Lo has pensado bien?». Cuando el presidente le reiteró sus argumentos para destituirlo Alonso XIII le dijo: «Está bien, voy a firmar, pero hay que convenir que tienes unos… como la catedral de Toledo»—.
El general Picasso presentó su informe sobre el «desastre de Annual» que resultó demoledor ya que en él denunciaba el fraude y la corrupción que se había producido en la administración del protectorado, así como la falta de preparación y la improvisación de los mandos en la conducción de las operaciones militares, sin dejar a salvo a los gobiernos que no habían provisto al Ejército de los medios materiales necesarios. A partir de lo relatado en el Expediente Picasso el Consejo Supremo de Guerra y Marina ordenó el procesamiento de once tenientes, ocho capitanes, siete comandantes, tres tenientes coroneles y siete coroneles, junto con el alto comisario, el general Berenguer, el general Fernández Silvestre, si se encontraba vivo pues no había sido hallado su cadáver, y el general Navarro, prisionero de Abd el-Krim.
El gobierno aceptó que el Congreso de los Diputados abordara la cuestión de las responsabilidades por el desastre de Annual. Durante el debate liberales, republicanos y socialistas exigieron que se dirimieran también las responsabilidades políticas. La intervención más dura la hizo el diputado socialista Indalecio Prieto que acusó al ministro de la guerra, Luis de Marichalar y Monreal, y sobre todo al rey de ser los máximos responsables de lo sucedido, acusación por la que fue procesado. En una de sus intervenciones Prieto dijo:

Una de las responsabilidades más graves que asumen todos los partidos que han turnado en este periodo de la monarquía es la de su adulación, la de su falta de constitucionalismo, la de no haber sabido encuadrar a todo el mundo, incluso al rey, dentro de sus deberes constitucionales.

El debate sobre las responsabilidades puso en evidencia la división entre los conservadores. En ese momento el rey pensó en la opción de Francisco Cambó —«uno de los pocos políticos que aún mantenía su prestigio» y «hombre fuerte de la nueva derecha, puesto que era el único que tenía el apoyo de un movimiento político realmente moderno, el catalanismo», según Borja de Riquer— y en la entrevista que mantuvo con él el 30 de noviembre de 1922 le ofreció la jefatura del gobierno  a condición de que abandonara el catalanismo, pero Cambó rechazó indignado la oferta. Así lo contó en sus Memòries:

[El rey] me explicó la situación deplorable del país, la debilidad del Gobierno y los síntomas de descomposición que aparecían por todas partes. Recordó con grandes elogios mi gestión tanto en Fomento como en Hacienda, y dijo que yo había dado en los dos Ministerios una sensación de competencia y autoridad como ningún otro ministro desde que él había llegado a la mayoría de edad. Dijo que él ya no tenía verdadera confianza más que en mí, porque Maura ya era viejo y caído, y que creía que yo era el único hombre que podía salvar el país. Él querría darme el poder total, para que gobernase con Cortes, o sin Cortes en el momento en que me molestaran. Él estaba dispuesto a jugar su suerte con la mía, pero con una única condición: que yo debía dejar de ser el líder de las aspiraciones catalanas, que yo debía domiciliarme en Madrid y no sentirme más que español, pues toda solidaridad mía con Cataluña me creaba hostilidad en el resto de España que hacía imposible que yo pudiera imponerme a pesar del apoyo incondicional del Rey. Y, entonces, cogiéndome las manos, vino a decirme: ¿Por qué se ha de sacrificar ustad y nos ha de sacrificar a todos por Cataluña, si, de Cataluña, usted no recibe más que agravios y no se le tiene la consideración que usted merece? Tanto más que el fondo, la forma en que me hizo la propuesta me ofendió, saliendo de Palacio indignado contra el Rey, que, por tercera vez, intentaba seducirme. Aquellas palabras, ¡quizás dichas sinceramente!, me hirieron como bofetadas. Recordé el engaño de 1918...

Cuando finalmente se produjo la crisis del gobierno en diciembre de 1922 el rey ofreció la presidencia a Manuel García Prieto que formó uno nuevo de «concentración liberal», que iba a ser el último gobierno constitucional del reinado de Alfonso XIII.

### El último gobierno constitucional de la Monarquía de Alfonso XIII (diciembre de 1922-septiembre de 1923)

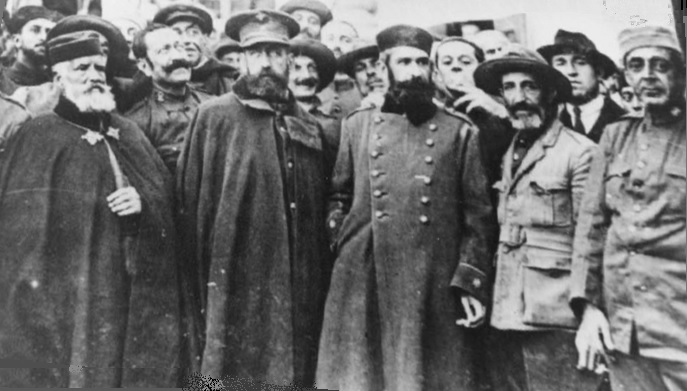
Jefes y oficiales españoles tras ser liberados después de las negociaciones que mantuvo el gobierno de García Prieto con Abd el-Krim y que un sector del ejército español calificó de «indignas».

El gobierno de «concentración liberal» presidido por Manuel García Prieto anunció su propósito de avanzar en el proceso de responsabilidades —en julio de 1923 el Senado concedía el suplicatorio para poder procesar al general Berenguer ya que gozaba de inmunidad parlamentaria al ser miembro de esa Cámara—. Asimismo, intentó reafirmar la primacía del poder civil sobre los militares en las dos cuestiones pendientes, Cataluña y Marruecos. También se planteó un proyecto muy ambicioso de reforma del régimen político que supusiera el nacimiento de una auténtica monarquía parlamentaria, aunque en las elecciones que convocó a principios de 1923 volvió a producirse el fraude generalizado y el recurso a la maquinaria caciquil para asegurarse una mayoría. Sin embargo, los partidos no dinásticos lograron avances, sobre todo el PSOE, que obtuvo un resonante triunfo en Madrid donde obtuvo siete escaños. Pero finalmente, el gobierno no pudo llevar adelante sus planes de reforma y de exigencia de responsabilidades porque el 13 de septiembre de 1923 el general Miguel Primo de Rivera, capitán general de Cataluña, encabezó un golpe de Estado en Barcelona que puso fin al régimen liberal de la Restauración. El rey Alfonso XIII no se opuso al golpe.